# Орієнталізм

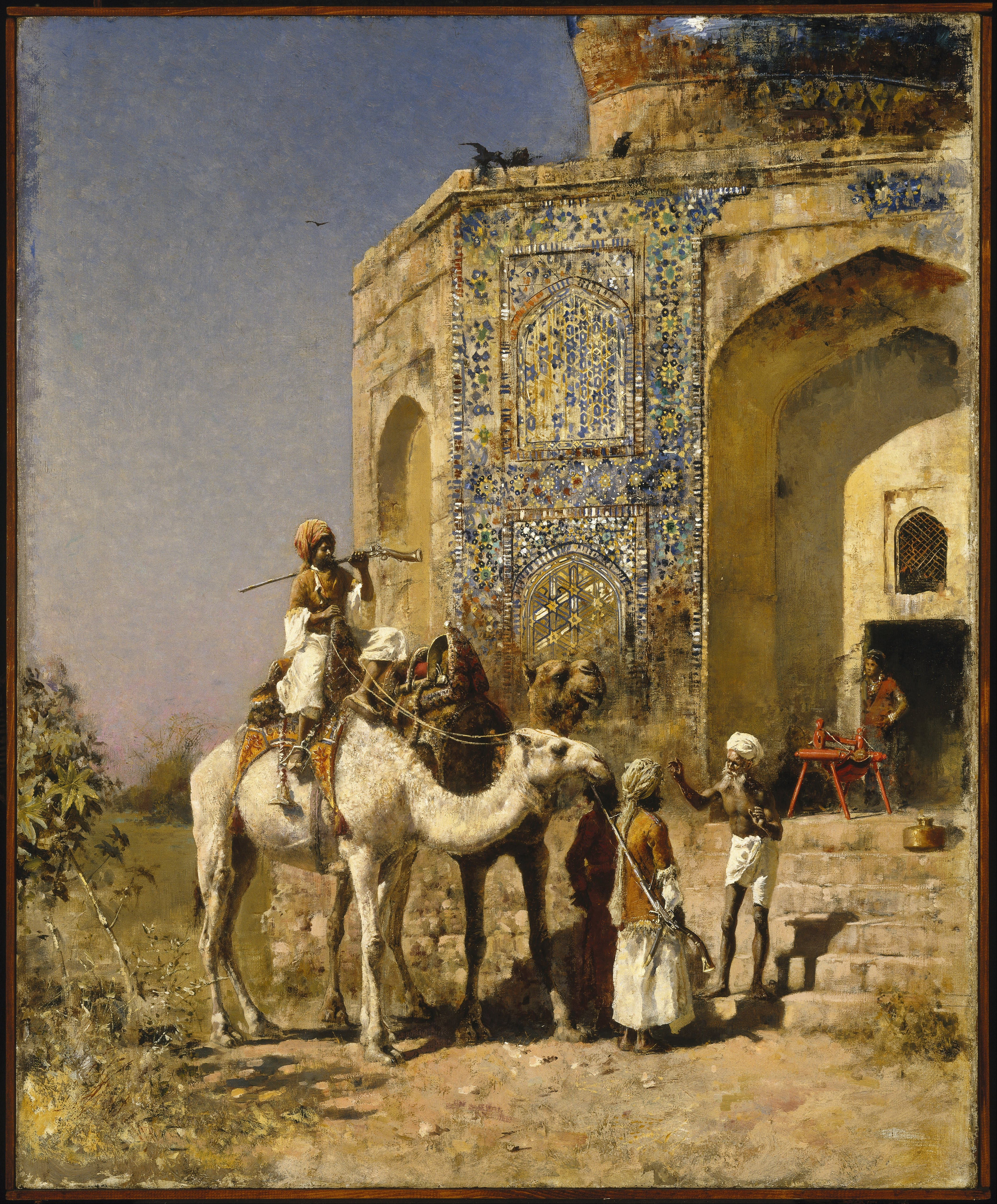
Едвін Лорд Вікз. «Стара мечеть у передмісті Делі, Індія», бл. 1885 р., Бруклінський музей.

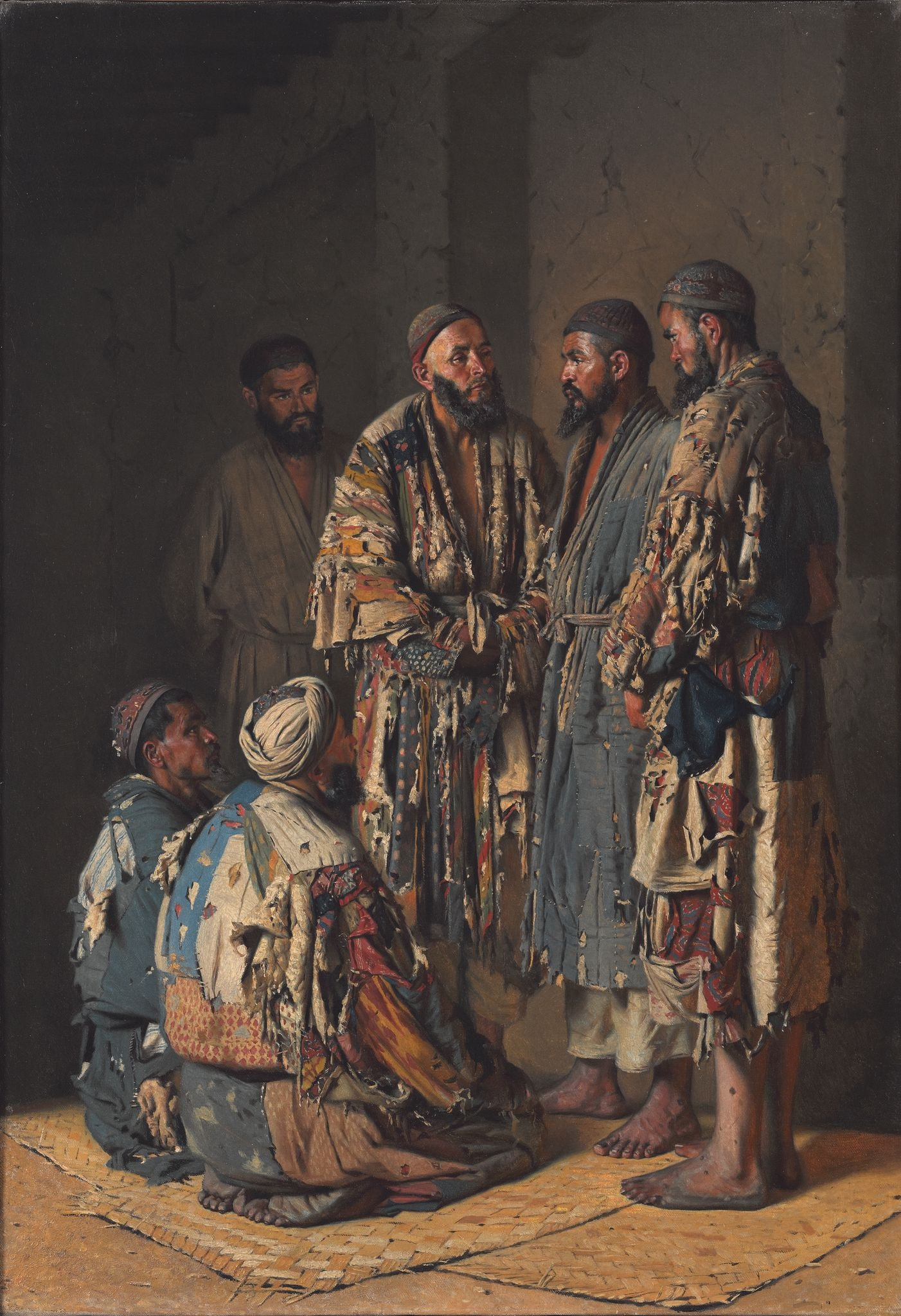
Верещагін Василь Васильович. «Опіумна крамничка в Ташкенті», 1870 р.,67,8 x 47,1 см. Третьяковська галерея

Орієнталізм (від лат. orientalis — східний) — течія переважно в західноєвропейському мистецтві (живописі, музиці, графіці та архітектурному декорі) в XIX ст. Течія ґрунтувалась на нереальних, поверхнево сприйнятих явищах неєвропейської культури як екзотика, з нелогічним використанням лише елементів арабо-мусульманської культури і архітектури наближених до Європи мусульманських країн.

## Попередній період

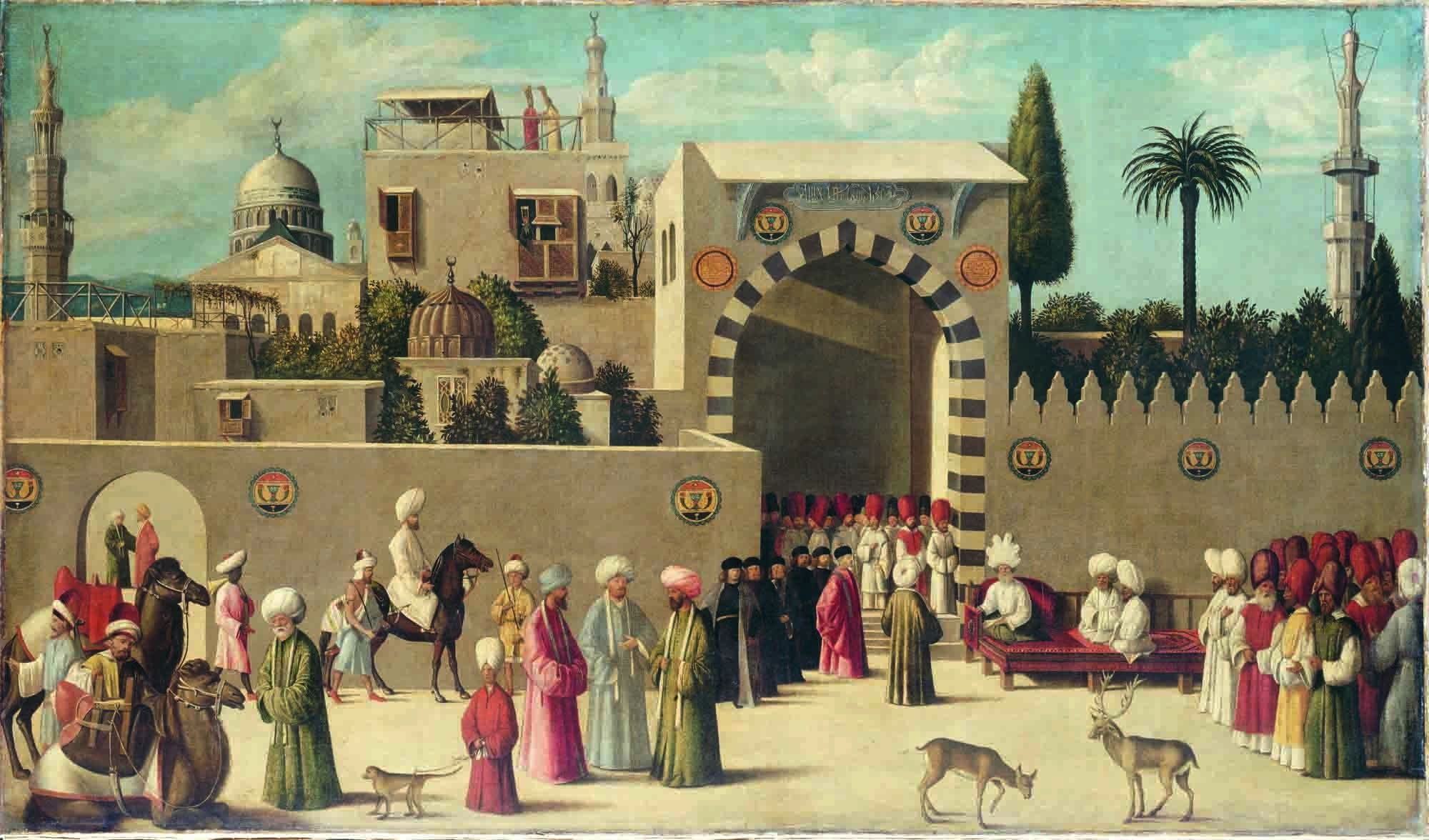
Невідомий венецієць. «Аудієнція венеційським дипломатам в Дамаску», 1511 р., Лувр.

Словом орієнталізм позначають напрям в мистецтві XIX ст., котрий найбільше відбився в мистецтві Франції. Але зображення мусульман, турків чи африканців в чалмах, з'явились в мистецтві Західної Європи набагато раніше, ще в середньовіччя. Особливо ними уславилась Венеція, постійний торговий партнер Османської імперії і такий же постійний конкурент і військовий противник. Особи в чалмі і умовно-турецькому вбранні — дійові персонажі багатьох картин Якопо Тінторетто, Паоло Веронезе, Франческо Фонтебассо. Часто один з волхвів в композиціях західноєвропейських майстрів з «Поклонінням волхвів немовляті Христу» мав мусульманські ознаки. Але тоді це ще не стало напрямком в мистецтві.

## Франція

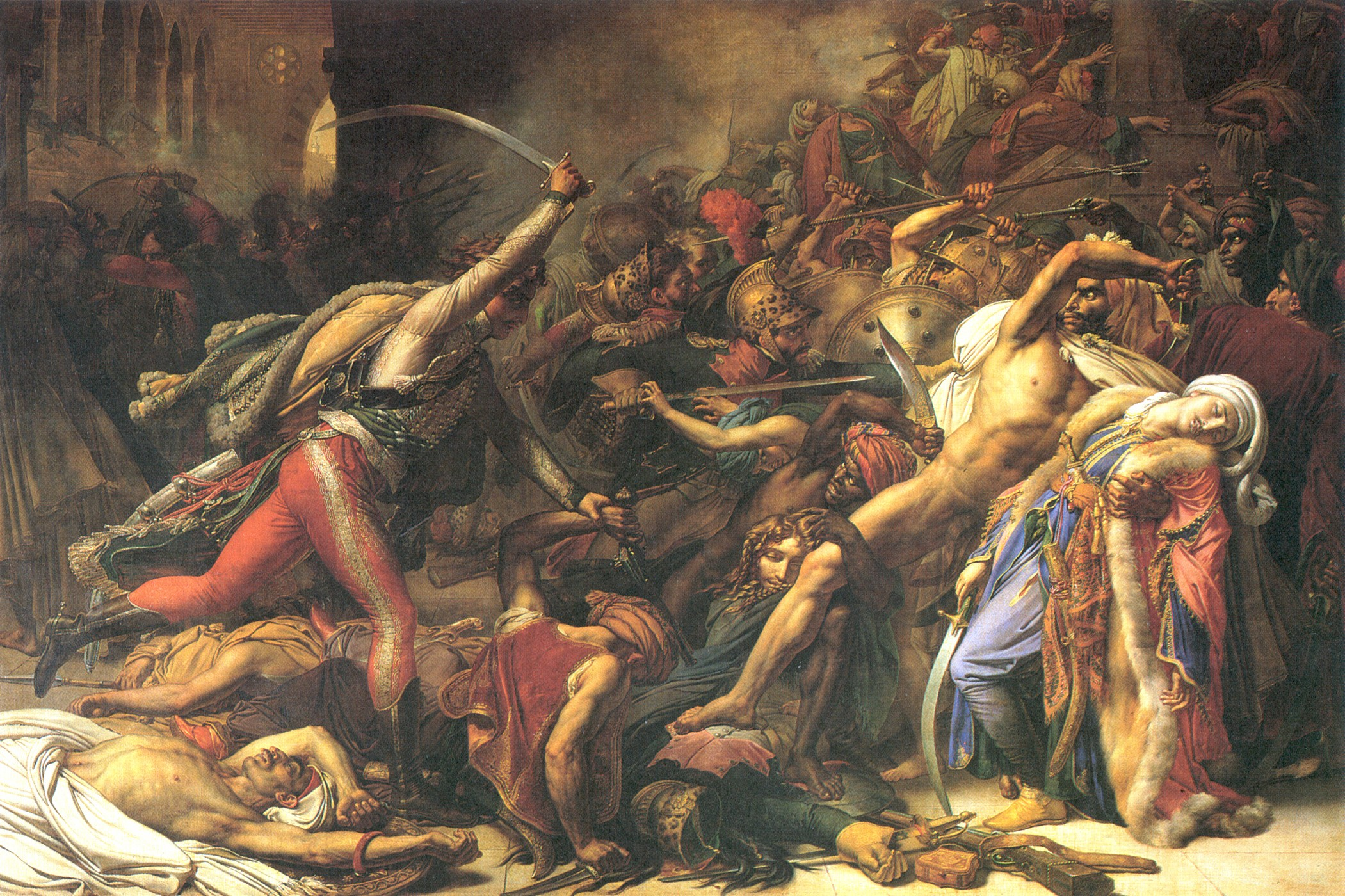
Худ. Ан-Луї Жироде, «Придушення французами повстання в Каїрі 26 жовтня 1798 р.», 1810 р. Версаль

Ежен Делакруа. «Алжирські жінки», Лувр

Під час військової авантюри Наполеона Бонапарта в арабському на той час Єгипті (1798—1799 роки) його супроводжували французькі науковці і художники, а військовому походу нападників надали цивілізаторську видимість. Це, однак, сприяло появі моди на єгиптоманію та, меншим чином, туркоманію. Нова хвиля зацікавленості в арабському орієнталізмі припала на роки грецької війни за незалежність від Османської імперії (1821—1829 рр.). Потім — на роки Кримської війни з Російською імперією з боку Франції, давнього військового союзника Туреччини в політичних і військових справах.
До орієнталізму в 2-й половині XIX ст. додалося захоплення Японією, котра наважилась відкрити кордони і пішла на вестернізацію. Так виникає японізм у західній кулььтурі.
Арабська тематика в творах Ежена Делакруа — наслідок перебування художника в Алжирі та Марокко разом із французькими дипломатами. Але і він видав тамтешніх євреїв (нащадків вигнанців з арабської Іспанії) за арабів-мусульман. Численні зображення алжирських жінок у Дедакруа — зовсім не арабські жінки. До жінок дійсних мусульман його ніхто не допускав, як не допускали чужинця до власного майна чи до власної худоби.
Але мода народилась і в мистецтві Франції працює ціла низка художників-орієнталістів, яких підживлюють колоніальні захоплення Франції в Північній Африці, в Алжирі, відвідини Туніса, Марокко. Серед них — Орас Верне, Альфред Деоданк (1821—1882), Леон Бонна, Ежен Фромантен, Жан-Леон Жером, Жан Огюст Домінік Енгр, Фредерік Лейтон, Ігнас Спірідон, Фредерік Бріджмен. Деякі з них ніколи не були в мусульманських країнах і їх картини — фантазії на квазіарабську тему.
Але невелика обдарованість цих митців лише збільшила кількість посередніх чи сумнівних за мистецькими якостями картин на арабсько-мусульманську тематику.

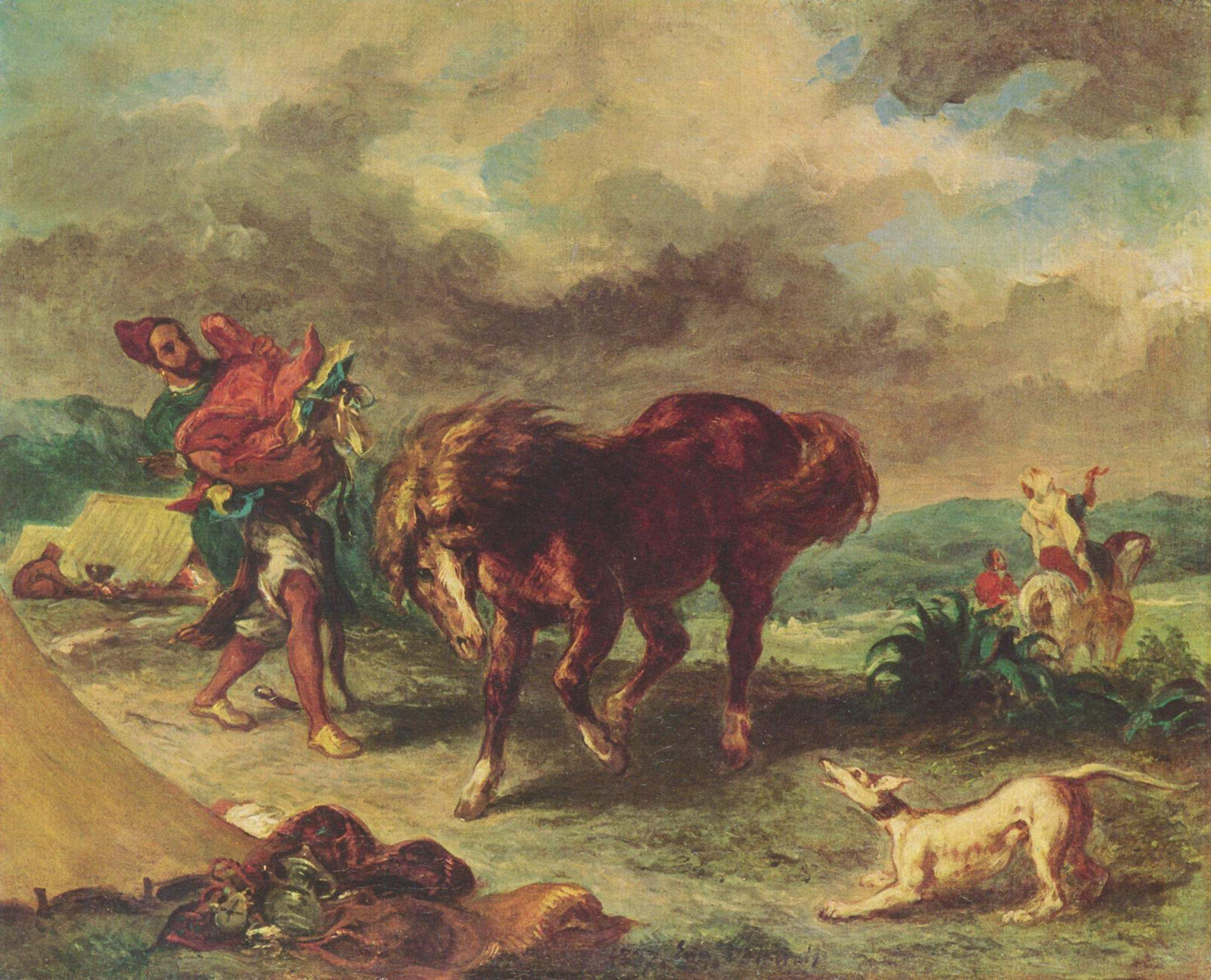
Ежен Делакруа. «Араб сідлає коня»
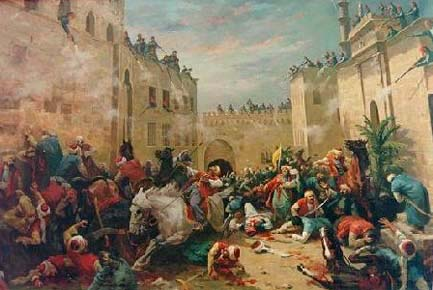
Орас Верне. « Винищення мамлюків в Каірі 1811 р. при захоплені влади Мухаммадом Алі»
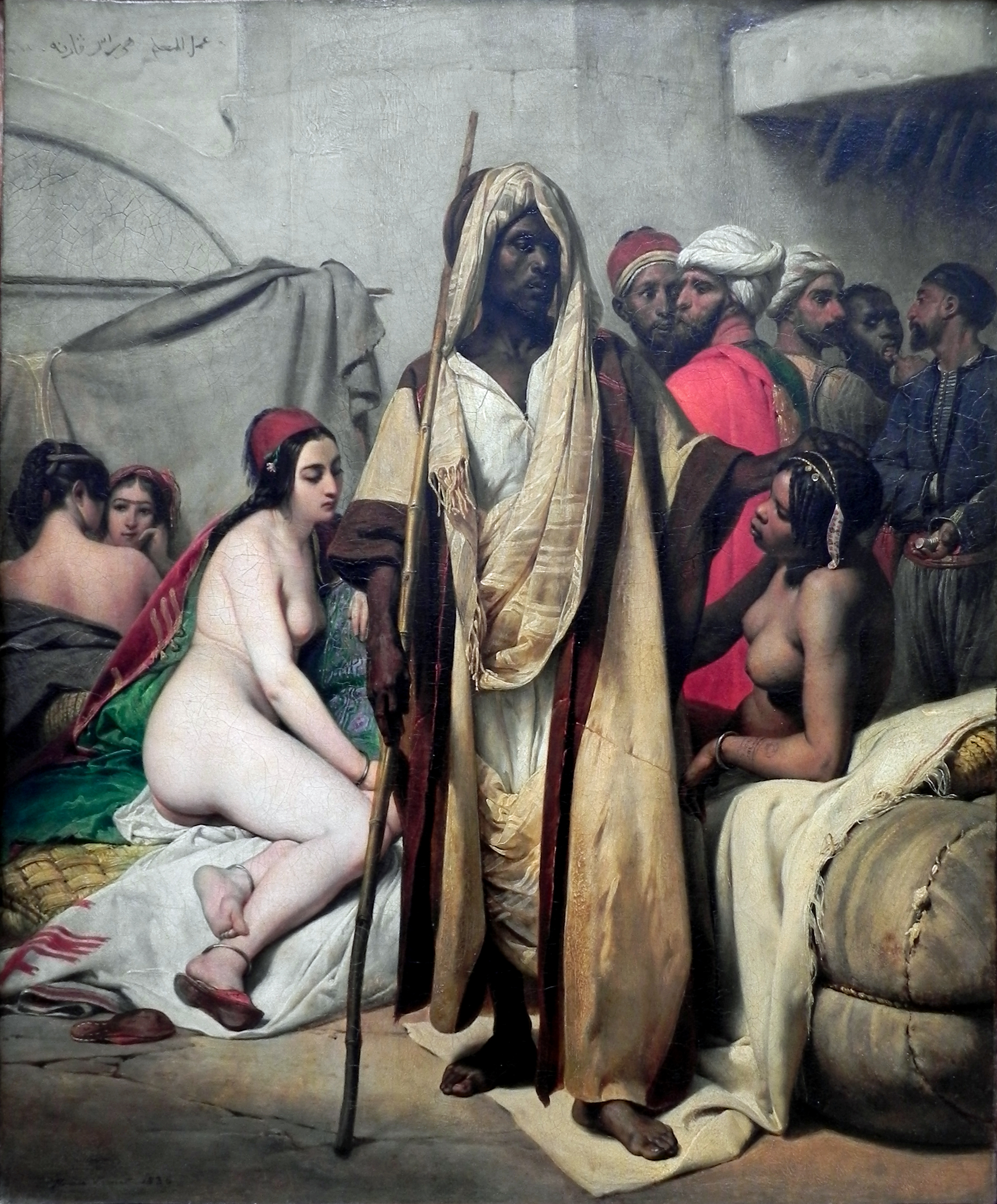
Орас Верне. «Арабський ринок жінок-рабинь», 1836 р., Берлін.
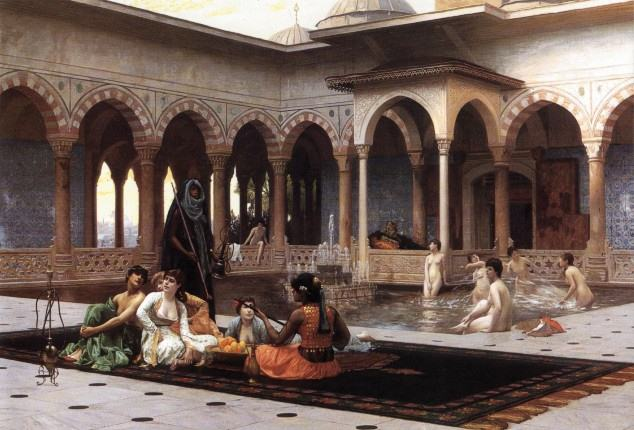
Жан-Леон Жером, «Сцена в гаремі».

## Іспанія

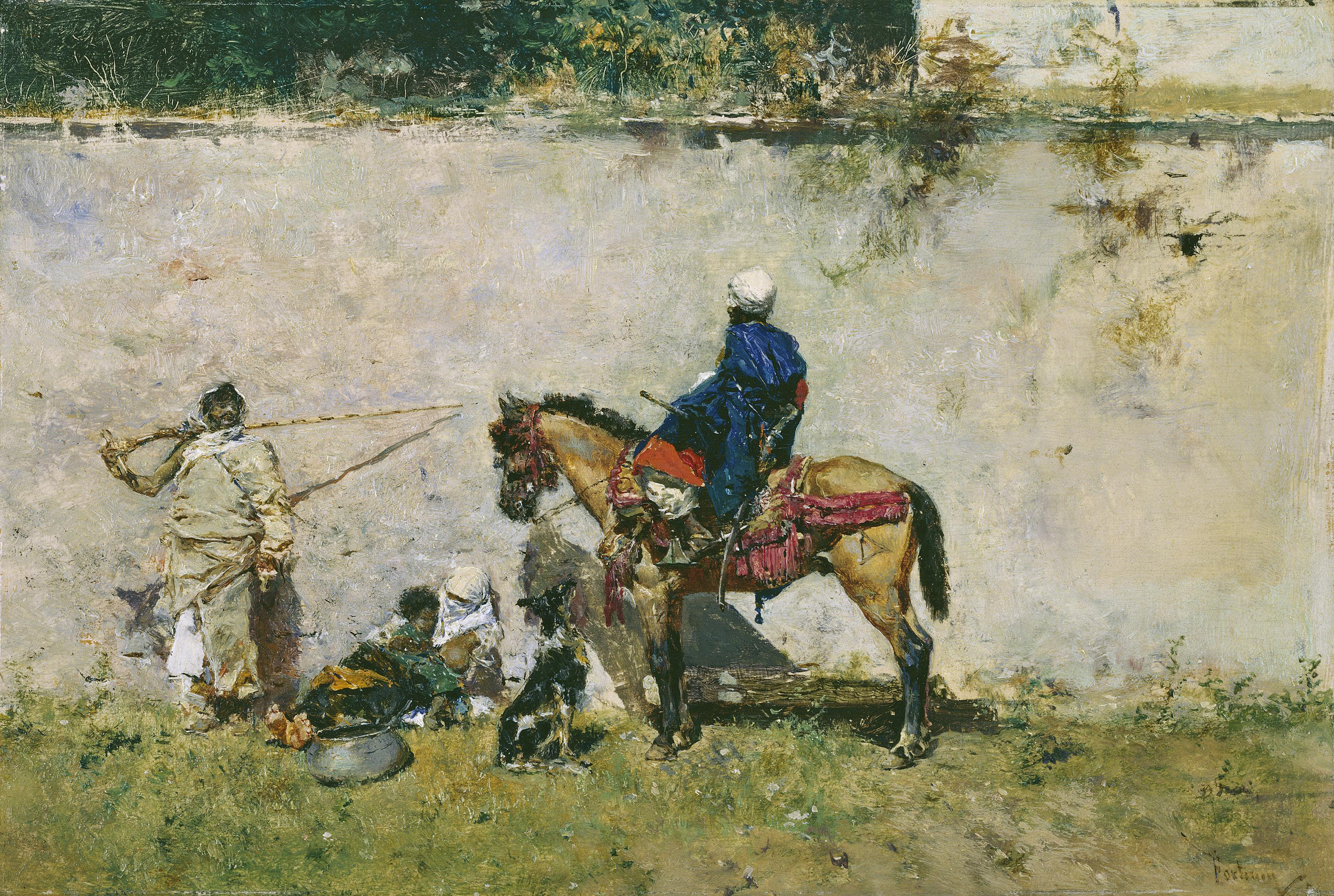
Маріано Фортуні. «Марокканці», до 1874 р.

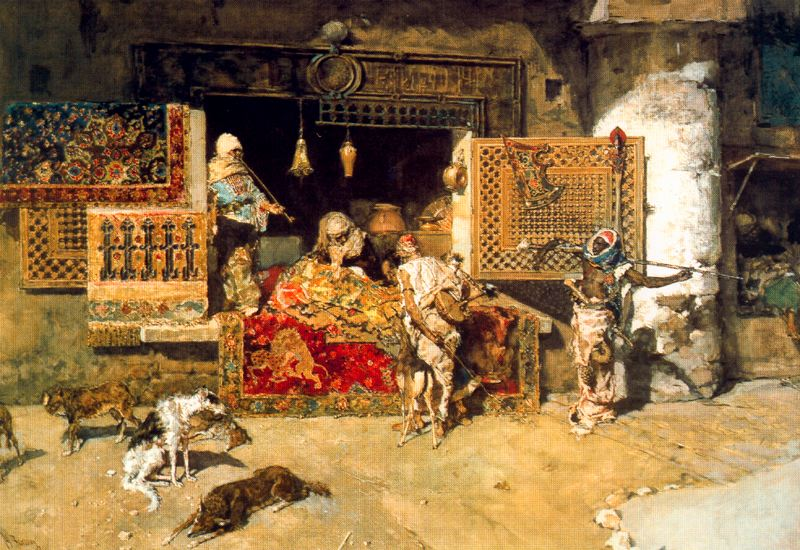
Маріано Фортуні. «Продавець килимів», акварель, 1870 р.

Тільки дві країни, прилеглі до Європи, мали з ісламським світом надзвичайно тісні і криваві контакти та культурні запозичення — католицька Іспанія та православна Росія.
Офіційна Іспанія неохоче визнає значний культурний вплив мавританської (арабської) культури на культуру князівств Іспанії в добу середньовіччя. Але про них свідчать численні історичні джерела, як іспанські, так і закордонні.
Арабські завойовники Південної Іспанії (на відміну від інших) виявилися добрими учнями та талановитими спадкоємцями технічних досягнень стародавніх римлян, що колонізували Іберійський півострів задовго до них. Кмітливо використовуючи талі води гірських снігів, застосовуючи гідротехнічні навички римлян та роками вдосконалюючи їх, маври (араби) Іспанії перетворили посушливий край в край садів, великих арабських міст та відомих ремісничих центрів. Унікальною в арабомовних крїнах була і підтримка середньовічних науковців та перекладачів античних філософів, вчених, медиків. Йшло активне засвоєння видобутих знань та їх творче продовження, чим маври Іспанії суттєво відрізнялися від монгольських завойовників та арабів інших країн. Завдяки перекладам іспанських маврів, середньовічні науковці Європи отримали змогу наново пізнати свою стародавню історію, коріння власної, європейської культури, наново стати спадкоємцями досягнень античності, тепер вже в перекладах з арабської на латину. В Кордову почалося паломництво студентів з Франції, Німеччини, навіть середньовічної Британії. Налагодження паперових млинів дало дешевий матеріал для рукописів. В Кордові — ціла низка фахівців жила за рахунок перепису, перекладання та торгівлі книжками. Кордовський халіфат ставав найбільш розвиненою та культурною країною середньовічної Іспанії та Західної Європи того часу. Сформувалася дивна, унікальна цивілізація, арабська за мовою, але всмоктавша, увібравша в себе декілька неарабських культурних впливів — від античних Греції та Риму до Африки та Юдеї. Мали свої досягнення маври Іспанії і в архітектурі. Католикам Іспанії дістануться як військові трофеї кам'яна забудова міст, будівельні технології, готові кам'яні мости через річки, арабські замки (Калаорра) та уславлена Соборна мечеть в Кордові — величний прямокутник 200 на 144 метри, перетворений іспанцями на католицький собор.
Культурний та сільськогосподарський розвиток Півдня Іспанії був насильницькі обірваний католицькою Реконкістою, що викликала вигнання чи масову еміграцію арабів з Іспанії в Північну Африку. Ще 1501 року в країни Магрибу (все західніше арабського Єгипту) емігрували тисячі іспанських мусульман. З Гранади в період 1609-1610 рр. було виселено близько 500 000 морисків до Північної Африки
Край став занедбаною провінцією королівства, а мистецькі та ремісничі центри перемістилися у Візантію, південну та центральну Італію, в південну Францію.
Після захоплення міста іспанцями, життя арабського населення штучно ускладнили. Їх насиллям хрестили, обклали тяжкими податками, мечеті перетворювали на католицькі собори. У 1498 р. за наказом кардинала де Сіснероса конфіскували арабські рукописи і після розсортування — спалили. Тільки близько 300 рукописів (медичної чи історичної тематики) були конфісковані та збережені. Руйнаціїям віддали і історичні арабські споруди. Багато чого було знищено, зникло безслідно.
В XIX столітті на хвилі моди з Франції виникає і іспанський орієнталізм. На хвилі повернення зацікавленості до власної історії для іспанців та Європи вперше почала відкриватися сплюндрована, напівзруйнована краса культури арабської Кордови, арабського Толедо, Гранади, Севільї, Сарагоси, Генераліфе, Альгамбри.
Альгамбру рестарують понині. Частка речей перенесена в музеї, серед них і в музеї закордонні. Різьблену дерев'яну капітель з палацу в Альгамбрі, мавританську кераміку та арабські монети можна бачити, наприклад, в музеї Ермітаж, в Національному музеї Швеції. Назва Альгамбра ще в XIX столітті стала штампом невисокої культури — балаганів, кінотеатрів, дрібних ресторанчиків, павільйонів, дешевих закладів розважальної індустрії тощо.

## Італія

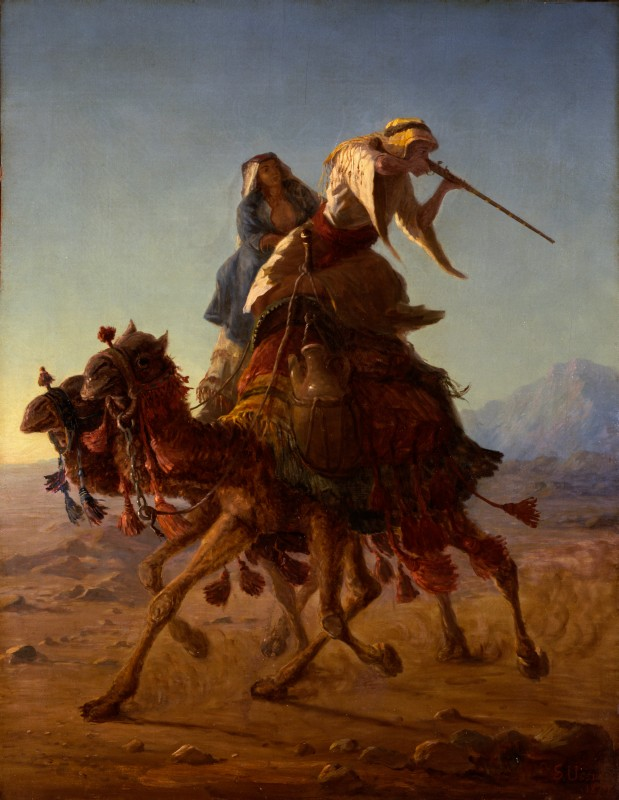
Стефано Уссі. «Бедуїни під час полювання». 1872 р.

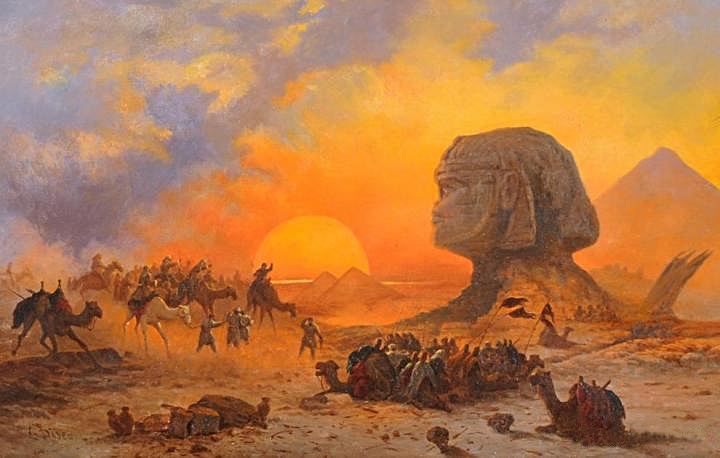
Чезаре Бізео. «Караван бедуїнів біля великого сфінкса»
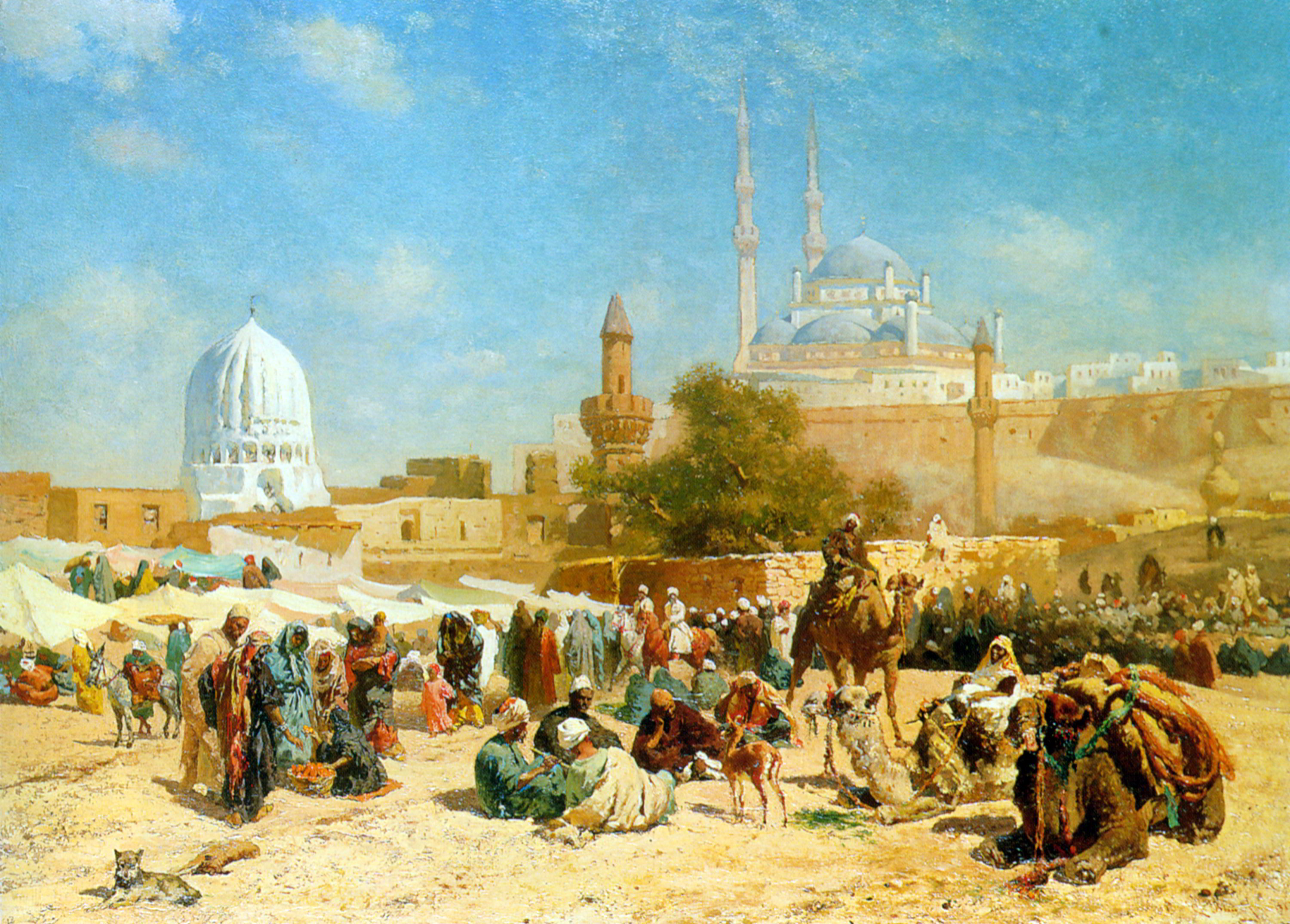
Чезаре Бізео. «Під мурами Каїра»
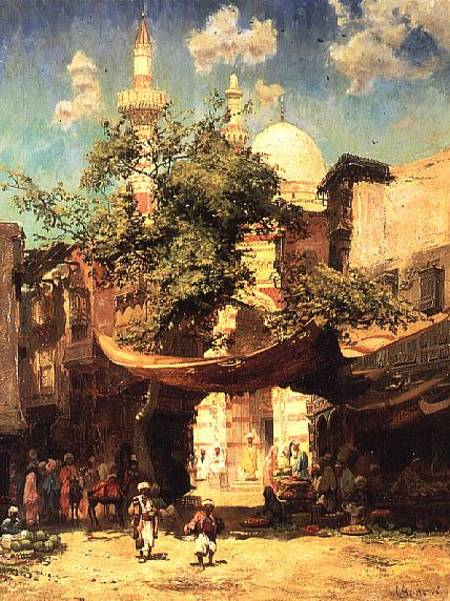
Чезаре Бізео. «Арабський базарчик»

## Російська імперія

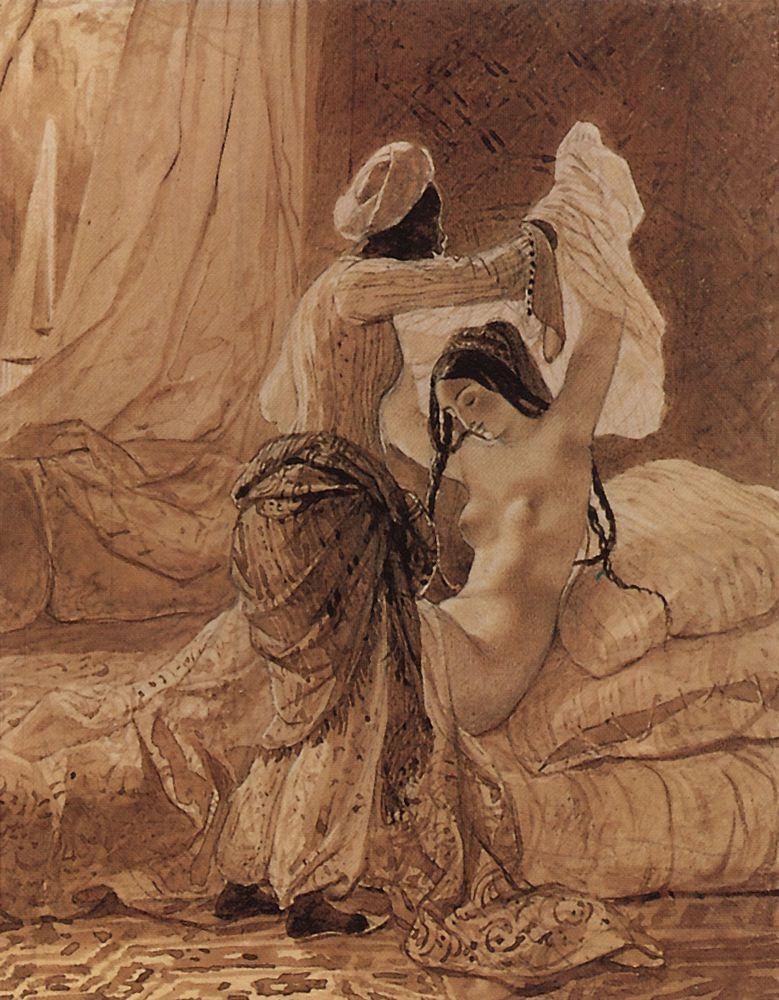
Брюллов Карл Павлович. «Раз на рік за настановами Аллаха міняється рубаха», 1845 р.

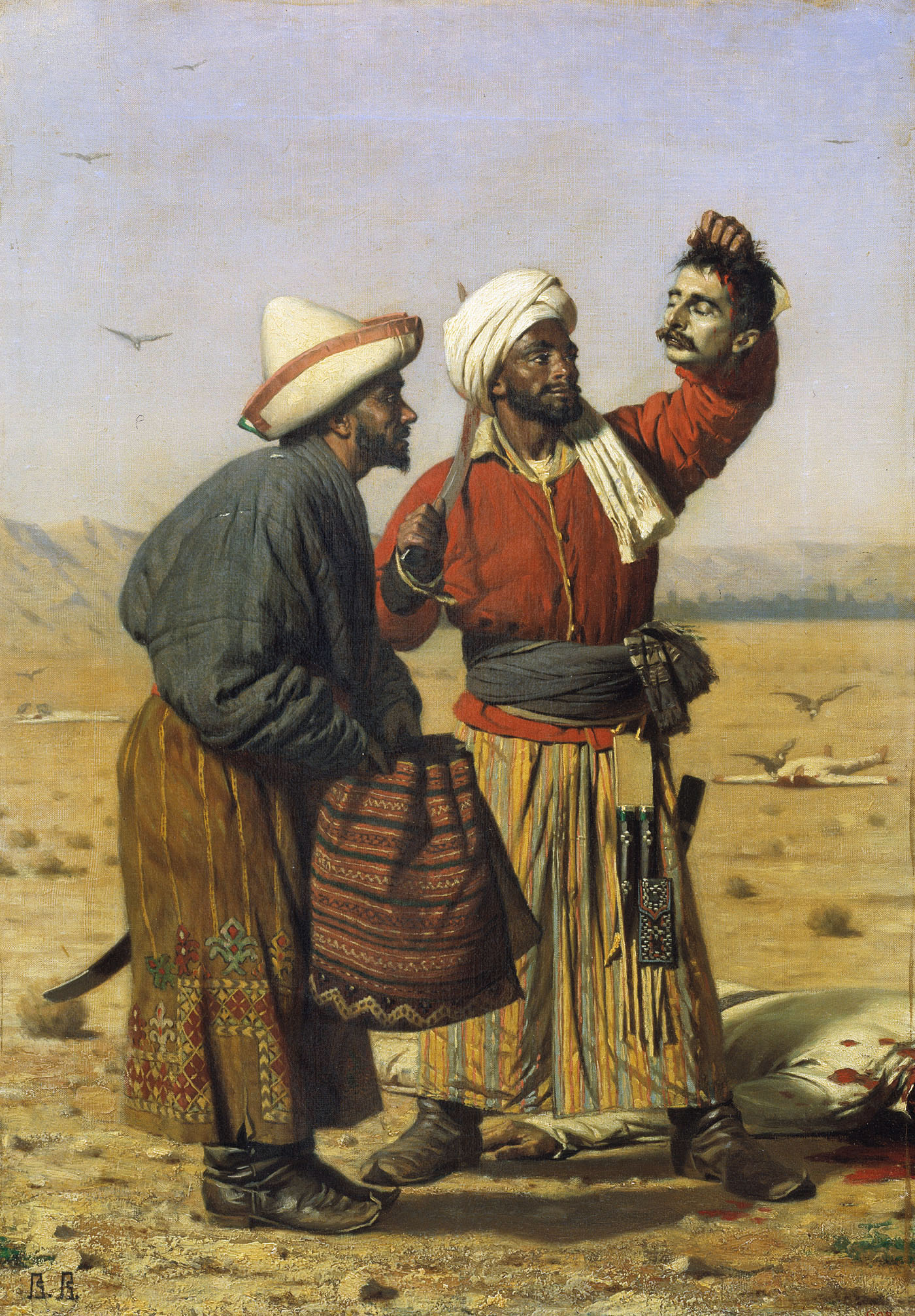
В. В. Верещагін. «Вдале полювання на росіянина-вояка», 1868 р.

Поверхнево сприйнятому орієнталізму на початку XIX ст. надала данину низка російських діячів мистецтва. Подібний орієнталізм (з полоненими красунями в гаремах, ревнощами і еротизмом) присутній в творах Олександра Пушкіна («Бахчисарайський фонтан»), арабо-мусульманські мотиви присутні в російській поезії Василя Жуковського, у Михайла Лермонтова, у Миколи Гумільова. Салонний оріенталізм — тема низки картин і малюнків Карла Брюллова і низки його послідовників (Гагарін Григорій Григорович «Турок під деревом»,) або наступників (Ковалевський Павло Осипович «Турок з рушницею»). Серед російських митців XX ст. до тем оріенталістики з реалістичних позицій звернулись Серебрякова Зінаїда Євгенівна (пастелі, створені в Марокко), Яковлев Олександр Євгенович (Картини і малюнки з тематикою арабської Африки, Близького Сходу, Афганістану, Китаю).

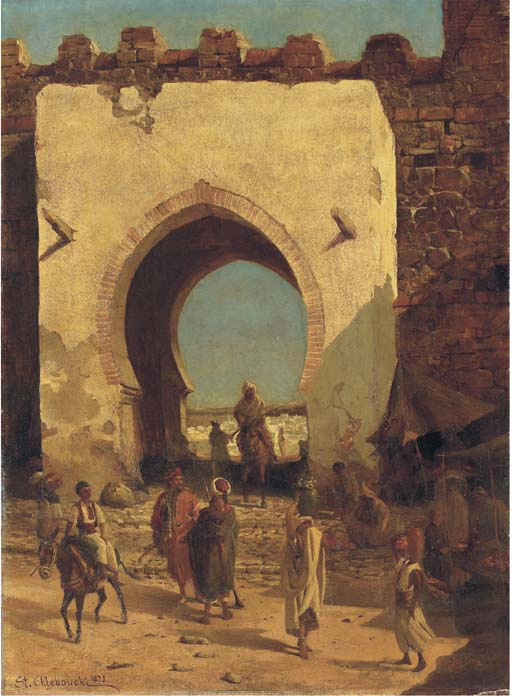
Станіслав Хлебовський. «Біля брами арабського міста», 1873 р.
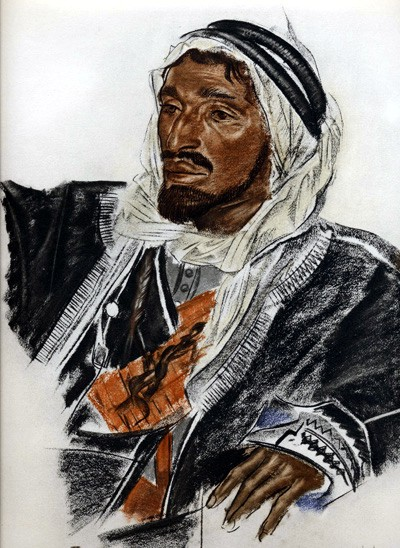
Яковлев Олександр Євгенович. «Шейх Саттам де Хаддадін з Пальміри». пастель
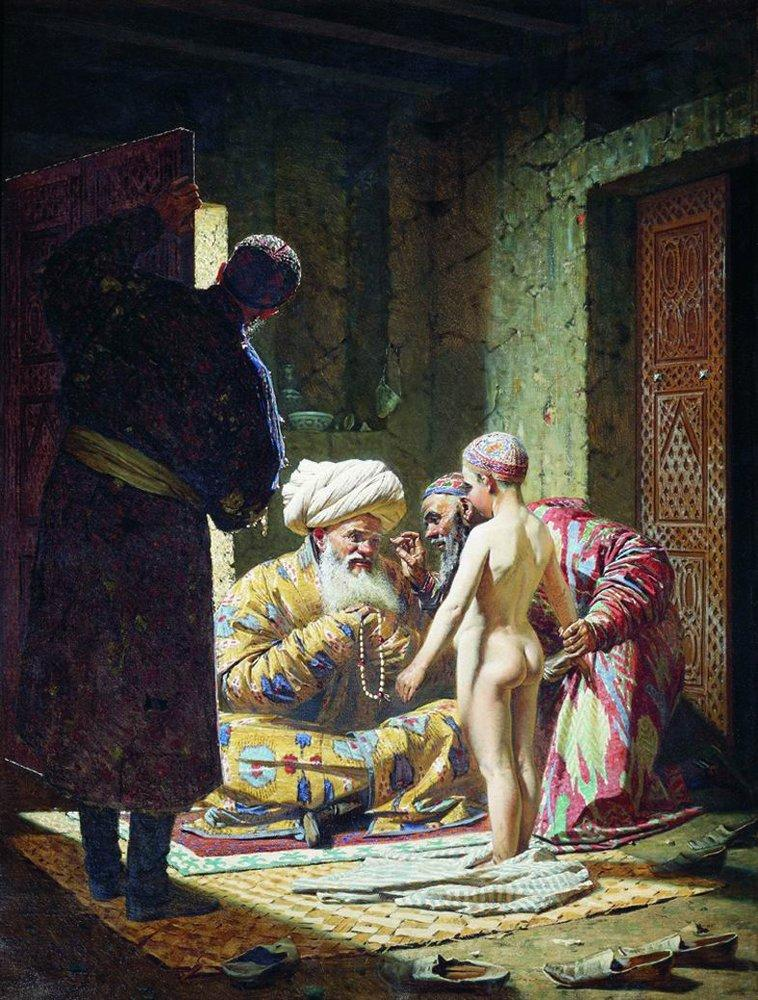
Верещагін Василь Васильович, «Продаж дитини-раба», 1872 р.

Російський художник Верещагін Василь Васильович не належав до найбільш обдарованих митців 19 ст., були і більш обдаровані. Але швидко сформована гуманістична і антивоєнна свідомість художника поставила Верещагіна вище генерації російських митців, а його творчість посіла виняткове місце в мистецтві цілого століття.
Художня індивідуальність митця і молодої на той час особи яскраво виявилась вже на 20 році життя при навчанні в Петербурзі. Юнак, котрого дворянська родина побажала бачити військовим, по закінченні Морського корпусу, влаштувався в Академію мистецтв. Провчившися два роки в Академії і, виборовши перші медалі, відчув невдоволення і насмілився на протест. Бо помертвіла програма академічного виховання і відірваність її від реальності вилилась в рішучу непокору — у випускника військового училища, вихованого на покорі наказам (!) і військового єдиноначалія. 20-річний Верещагін знищив власну, вже затверджену академічними очільниками композицію «Одіссей (Улісс) убиває залицяльників-женихів до власної дружини Пенелопи». Як він написав пізніше — «Аби ніколи не повертатись до цієї дурні»… Був ще один вчинок прихованої непокори — В. Верещагін насмілився покинути академію, де лише рахувався студентом до 1865 р., і відбув у Париж, де працював в майстерні художника Жана Леона Жерома (1824—1904). Перебування в Парижі і самоосвіта сприяли збереженню художньої індивідуальності. В особі випускника військового училища та Академії мистецтв тепер волали бачити історичного живописця. Запрошення бути художником при особі Верещагіну надіслав генерал К. П. Кауфман. Російська імперія вела колоніальні війни на Кавказі і в Туркестані. Два роки Василь Верещагін прожив і провоював в Туркестані, надивившисть на трагічний конфлікт православної і магометанської цивілізацій, на шалений спротив місцевих мусульман з феодальною свідомістю і вчинаками релігійних фанатиків. Верещагін перебував в війську на кордоні, яким і керував генерал К. П. Кауфман. За участь в обороні фортеці в Самарканді від повсталих городян, Василь Верещагін отримав орден Св. Георгія 4-го класу. Все ніби складалось для уславлення дій російських вояків в чужинській країні, свіжої теми для історичного живописця. Але Верещагін фіксує не стільки перемоги росіян, кільки звіряче обличчя війни, безжальність обох таборів, незвичний для росіян побут, місцеві звичаї, работоргівлю, фанатизм, вкрай відмінне від європейського ставлення до іновірних, до плину часу, до власної історії і власного майбутнього.
З оспіваним російськими поетами 1-ї половини XIX ст. арабсько-турецьким сходом — схід Верещагіна не мав нічого спільного.
Важкі роздуми над побаченим і пережитим В. Верещагін втілив в численних туркестанських замальовках і ескізах, що лягли в уславлену пізніше «Туркестанську серію». Вищим досягненням цього періоду стане картина «Апофеоз війни» 1871 року. Художник подав в картині піраміду, складену з відрубаних голів убитих, котрі дзьобають гайворони. Страшна піраміда височить практично в сюрреалістичній, випаленій сонцем пустелі, на тлі з посохлими деревами і поруйнованою спорудою. На рамі картини художник додав напис «Всім великим завойовникам, минулим, сучасним і майбутнім». Якісні зрушення в свідомості митця і в історичному живопису Василя Верещагіна добре розпізнав аналітик і критик В. В. Стасов : 
| З Туркестана він (В.В. Верещагін ) повернувся художником війни і приголомшливих трагедій, художником такого стану, якого ще ніколи ніхто не бачив і не чув ні у нас ( в імперії ), ні в Європі |.

## Декоративний орієнталізм в інтер'єрах

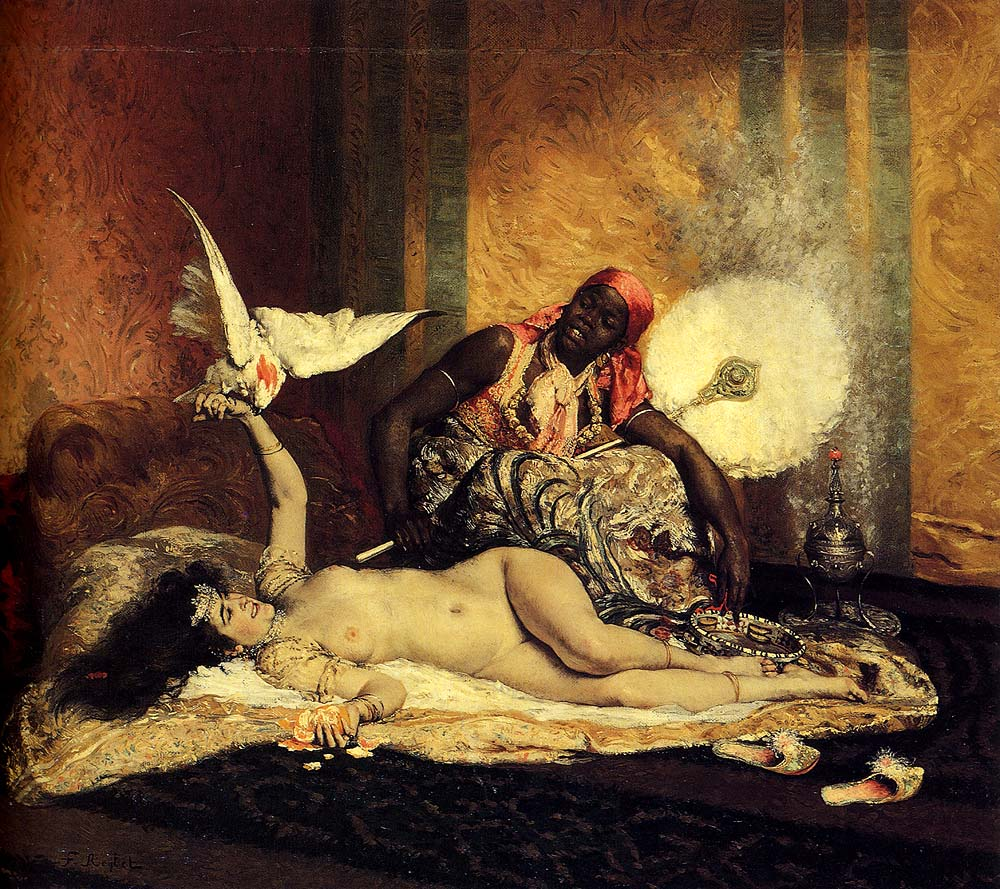
Фердинанд Ройбе. «Одаліска»

Мавританський стиль логічно прийшов в декор інтер'єрів. На яскраву стилістику екзотичного, неєвропейського стилю звернули увагу можновладці. Вже в добу бароко прийшла мода на «географічний» декор (зали в італійському стилі, китайські кімнати, турецькі павільони). Все це отримало нове життя в XIX ст. В мавританській стилістиці декорують кімнати для курців чи кімнати з ваннами. Ванну кімнату в мавританському стилі в Зимовому палаці для російського царя створив архітектор Олександр Брюлов.
Потяг до престижу і пишноти здешевило «мавританський стиль», котрий взяла на озброєння невисока культура — балаганів, кінотеатрів, дрібних ресторанчиків, павільйонів, дешевих закладів розважальної чи сексуальної індустрії тощо. Мавританський стиль прийшов і у західноєвропейські борделі, де іноземні «одаліски» з Румунії, Італії, Бельгії розігрували перед відвідувачами вистави з псевдоарабською, псевдояпонською, псевдоафриканською грою.

## Дрібна порцелянова пластика Європи і поверхневий орієнталізм

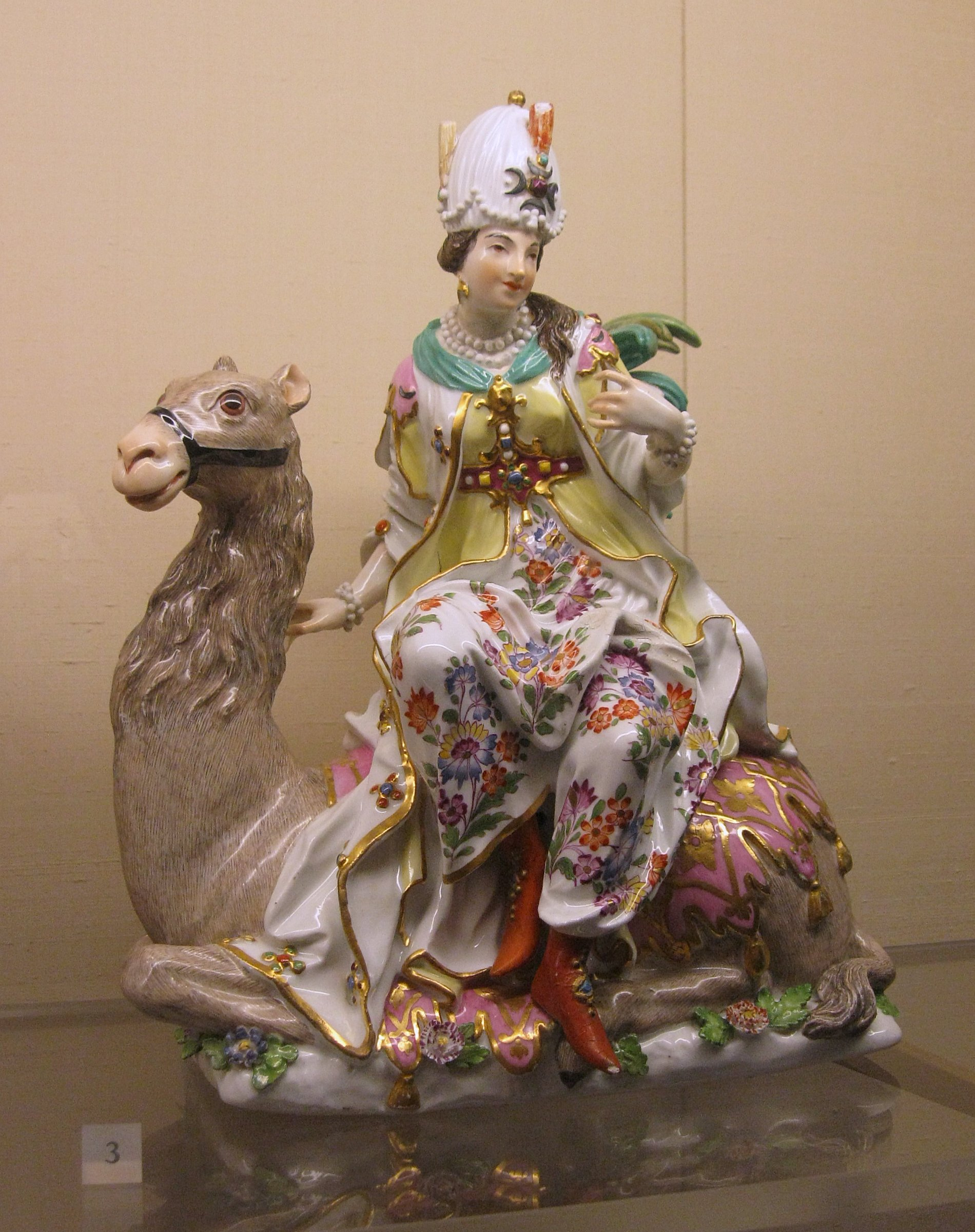
Модельєр Еберлайн. «Алегорія Азії на верблюді», 1745 р., Мейсен
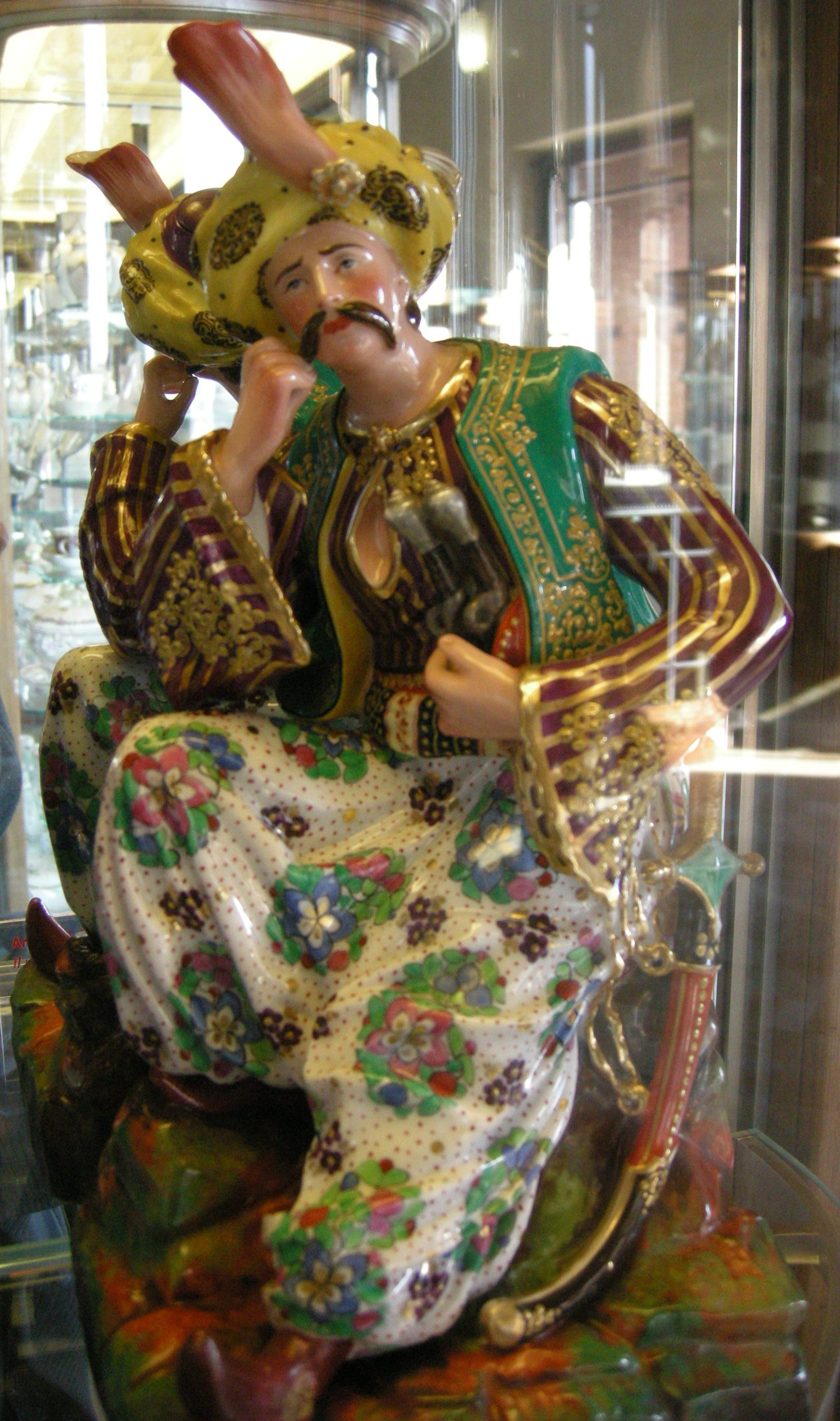
«Турок», порцеляна, до 1880 р. Музей Цивіко, Турин.
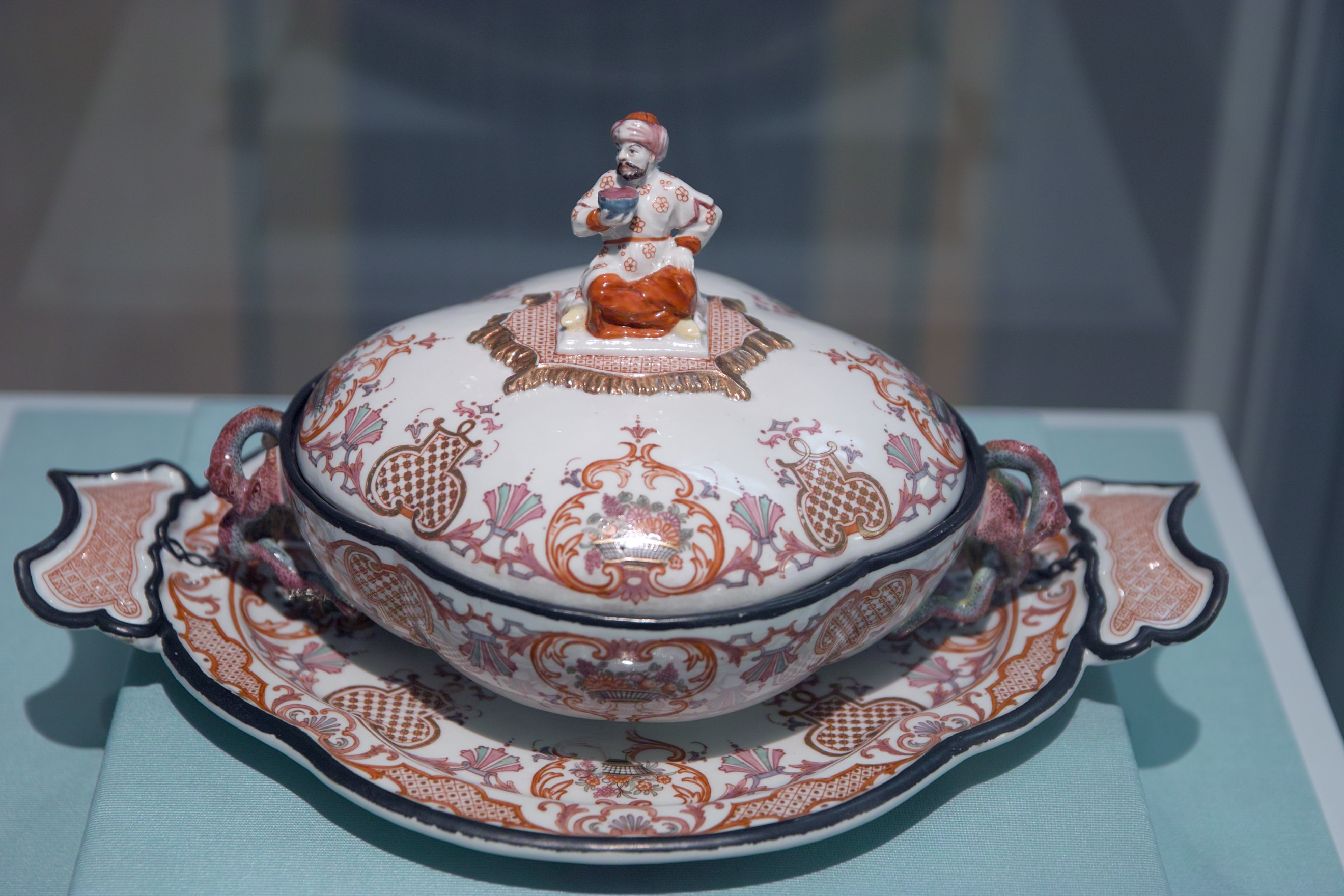
Супниця з псевдоарабським декором, Віденська поцеляна аугартен. Так званий «Період дю Парк'є»
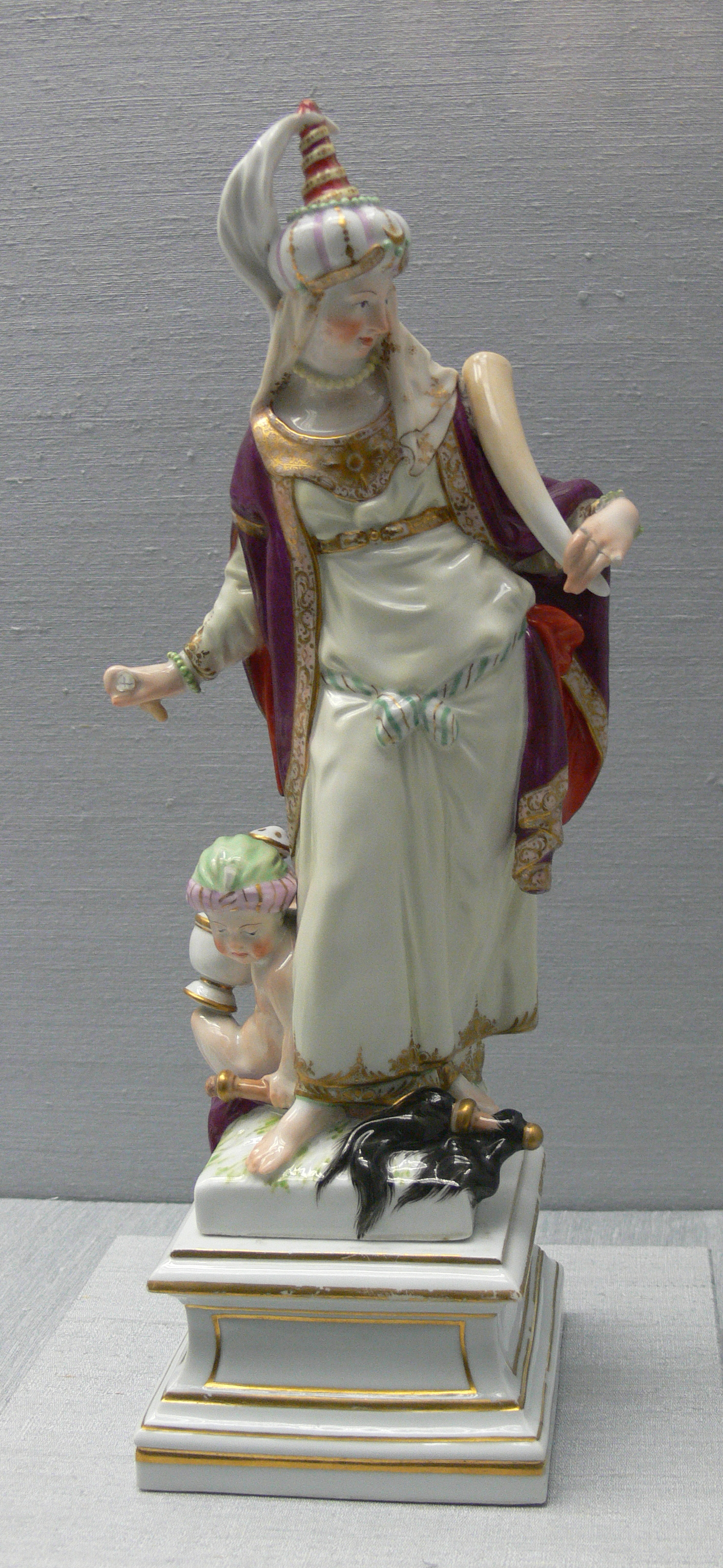
«Алегорія Азії», 1770 р., Королівська порцелянова мануфактура, Берлін.

## В архітектурі XIX—XX ст

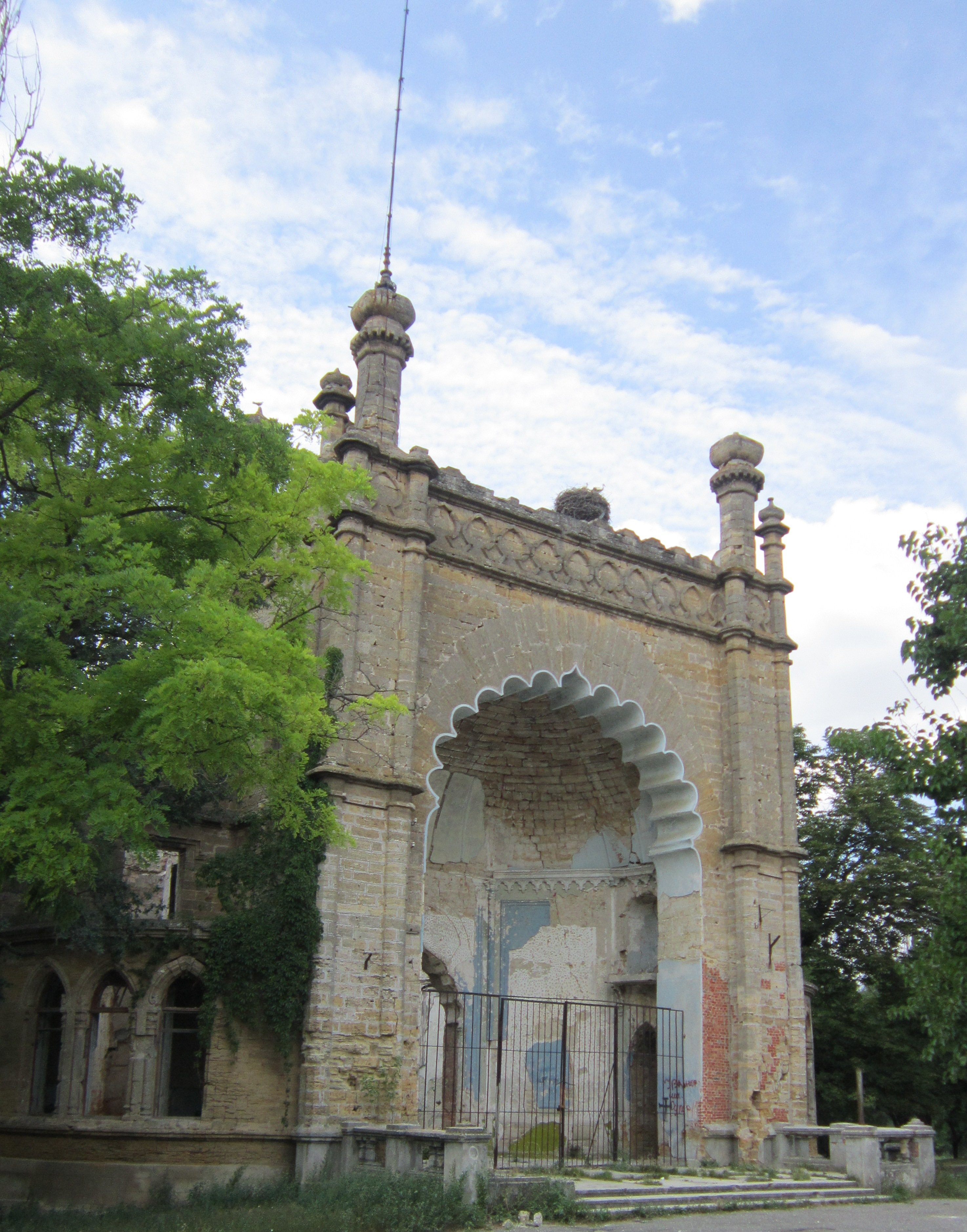
Покровське, палац Курисів, Одеська область, Україна.

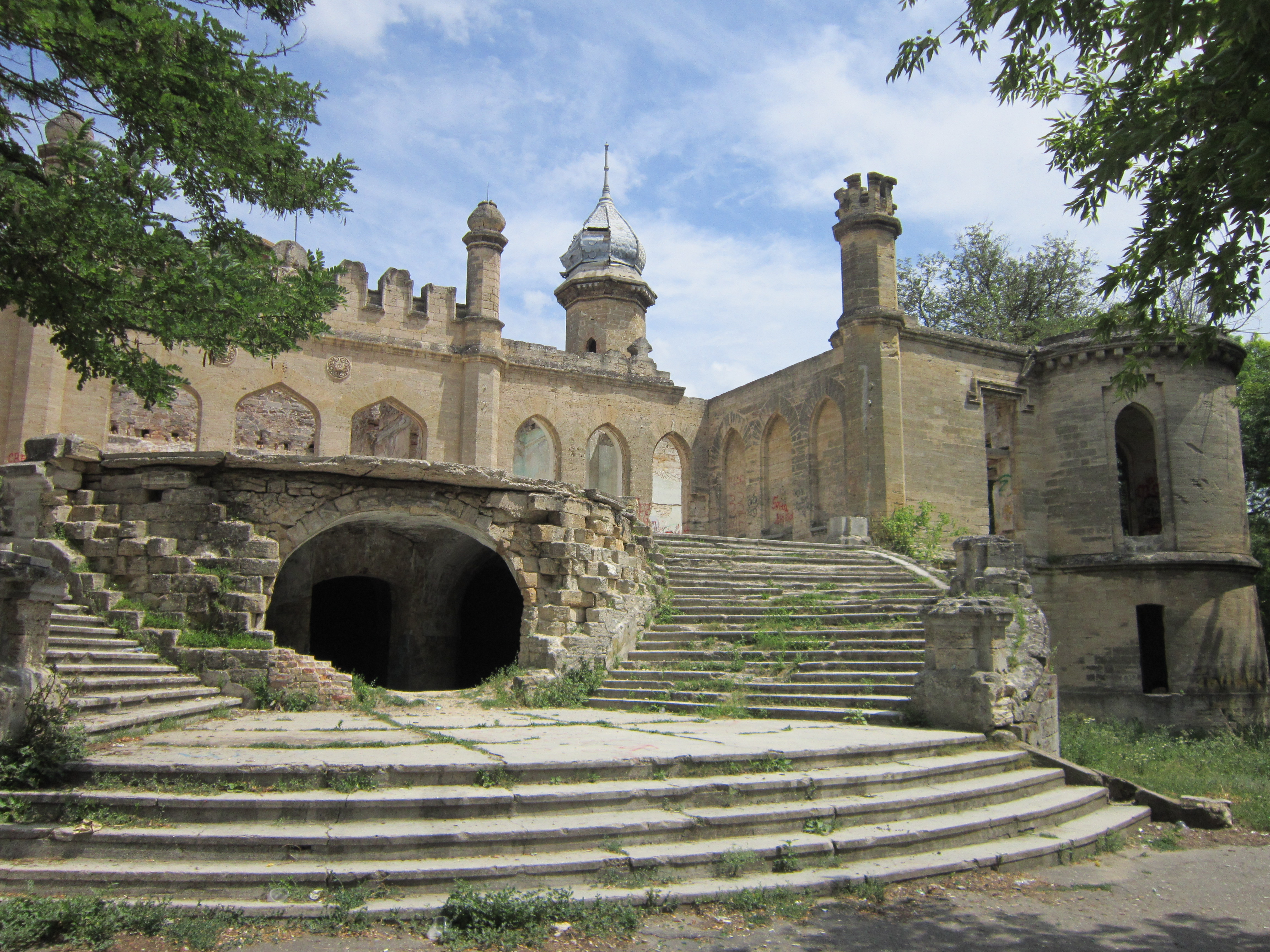
Палац Курисів (маєток Покровське) після пожежі,Одеська область

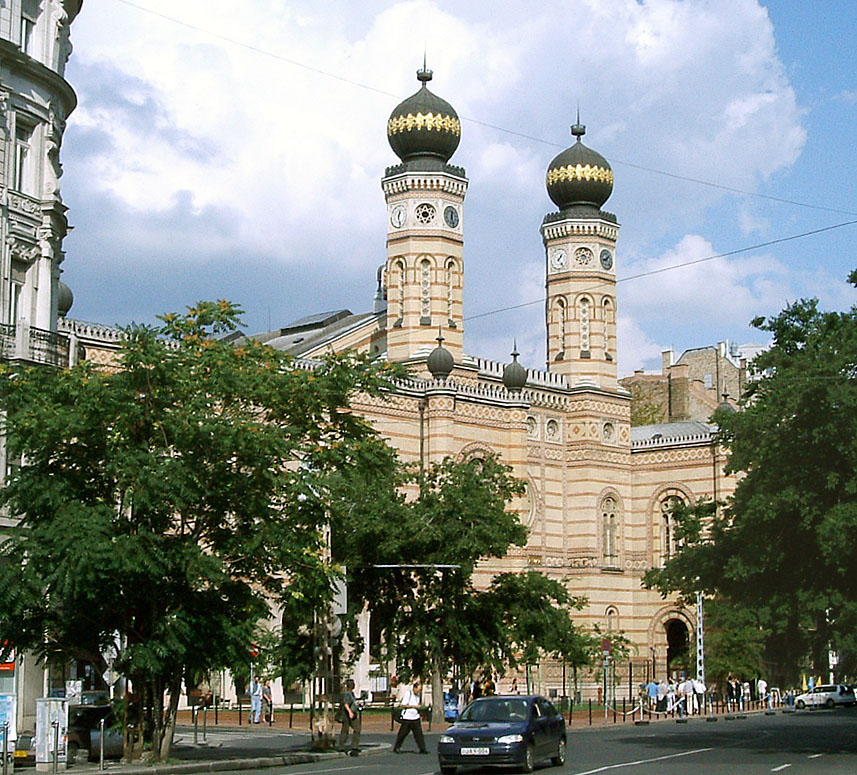
Велика синагога, Будапешт, Угорщина.
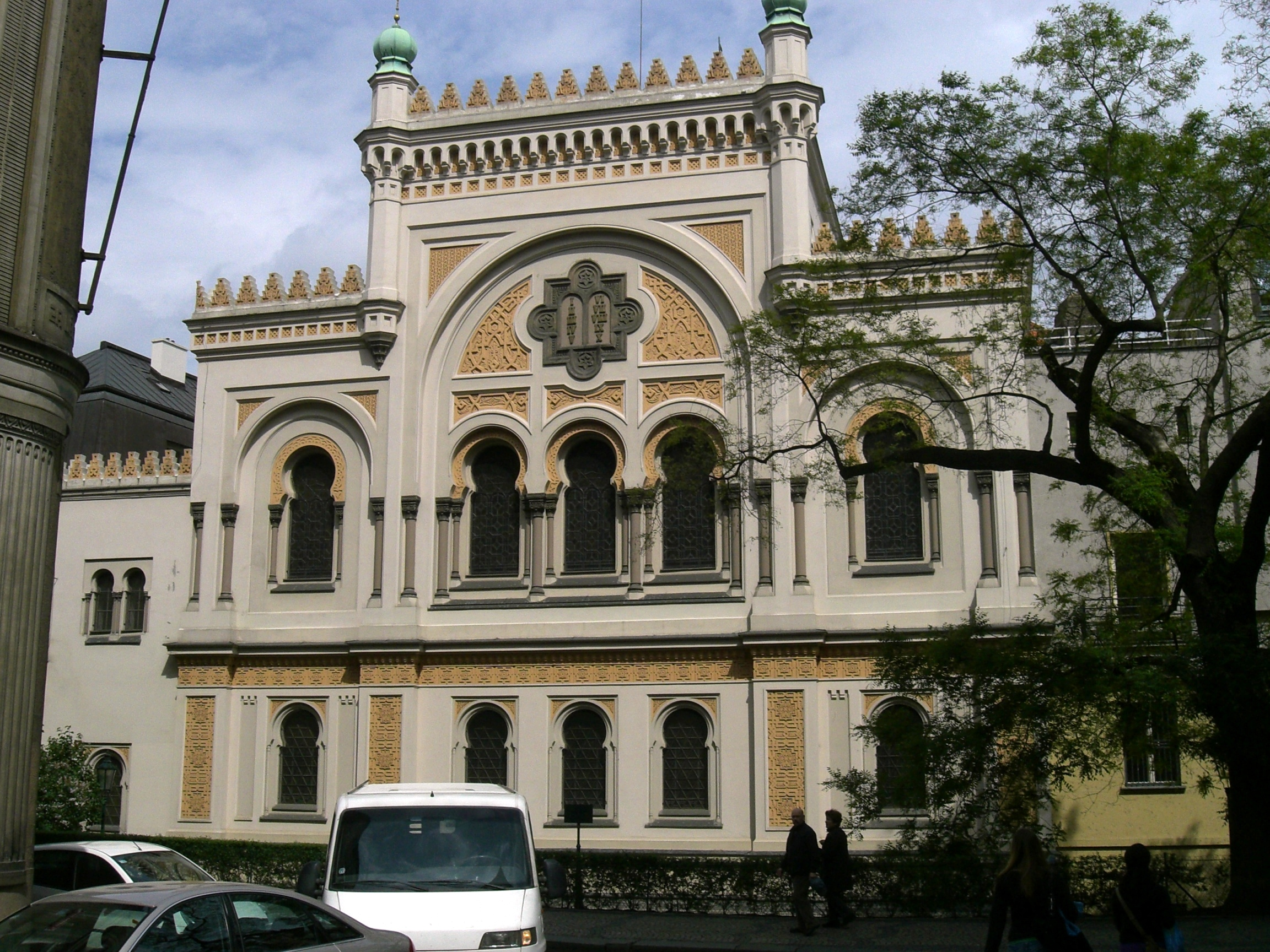
Так звана «Іспанська синагога», Прага, 1882-83 рр.
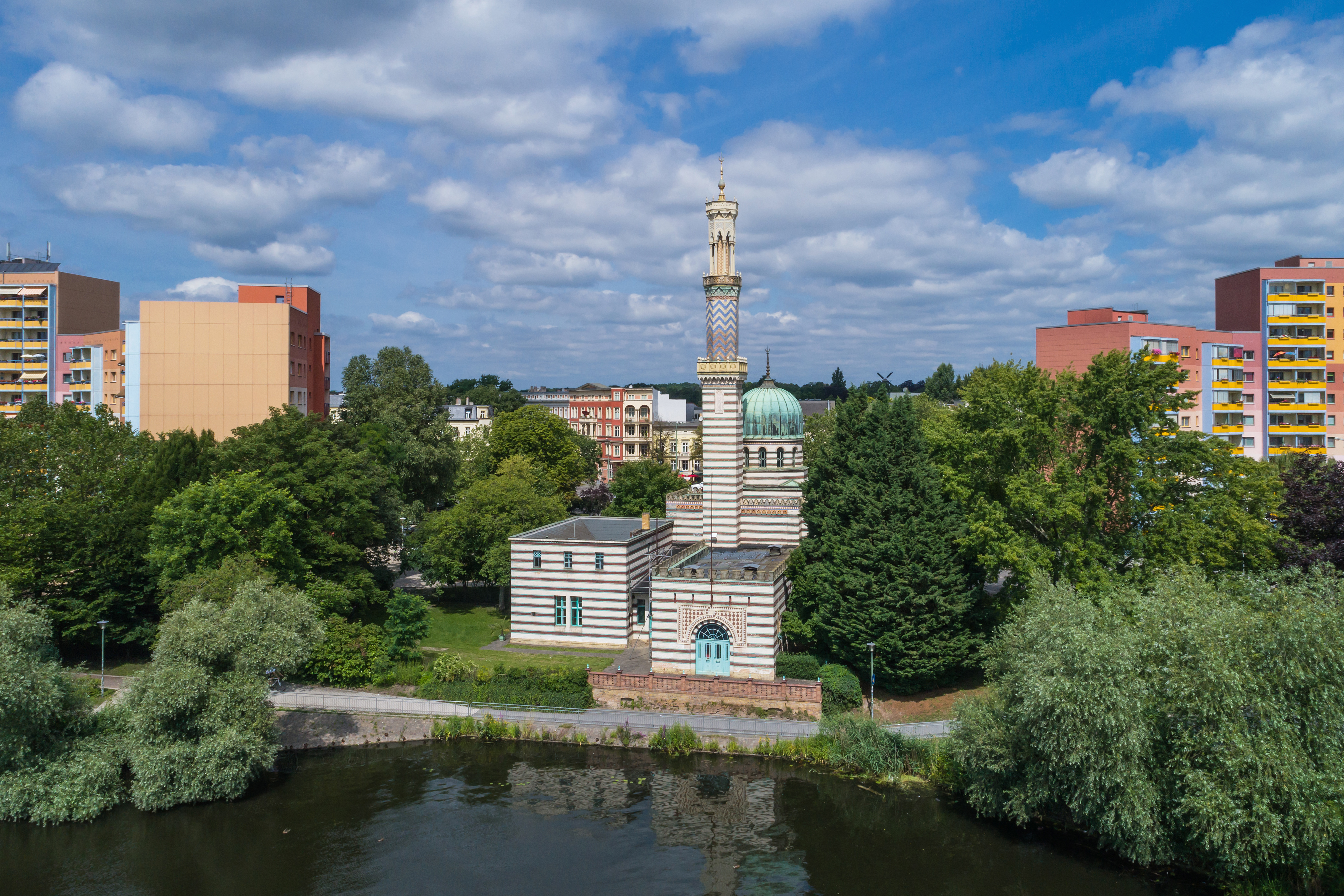
Водонагнітна вежа для великого фонтана, Потсдам, Німеччина.
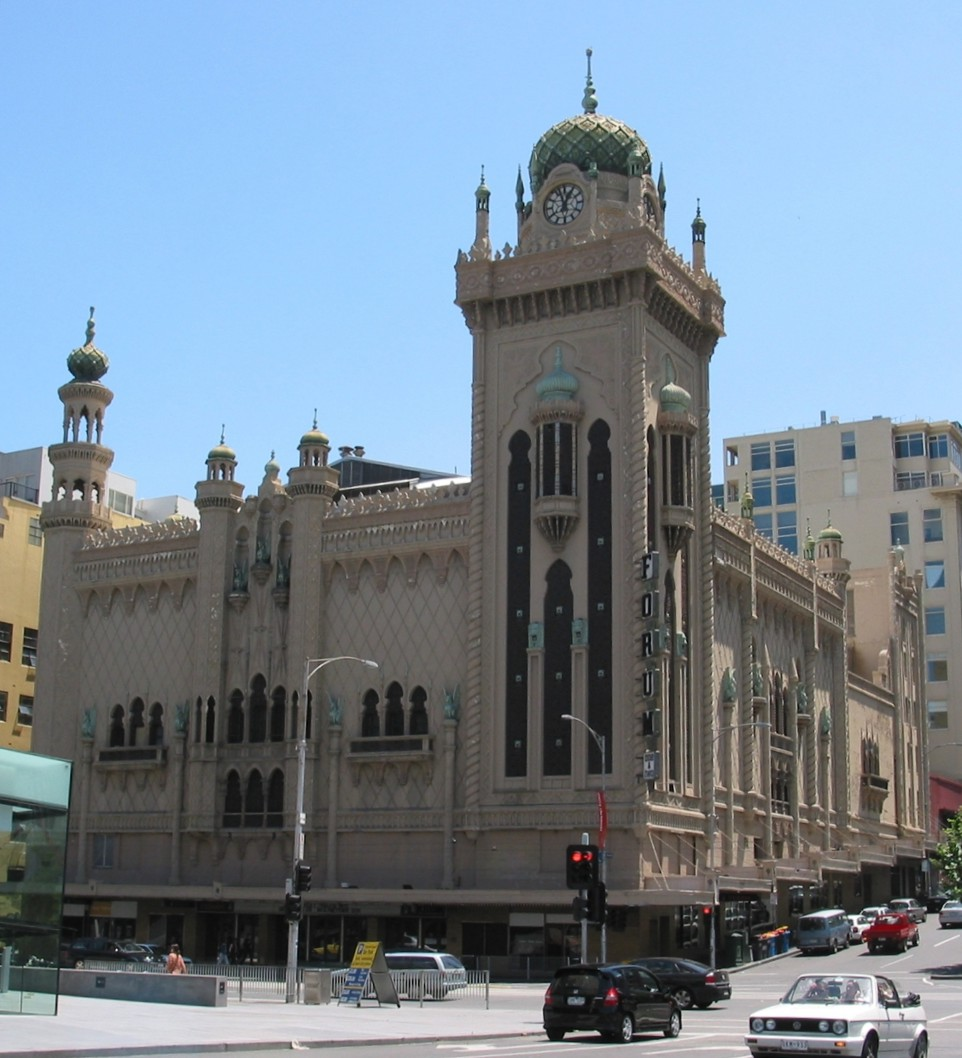
Театр «Форум» в місті Мельбурн, 1929 р., Австралія.
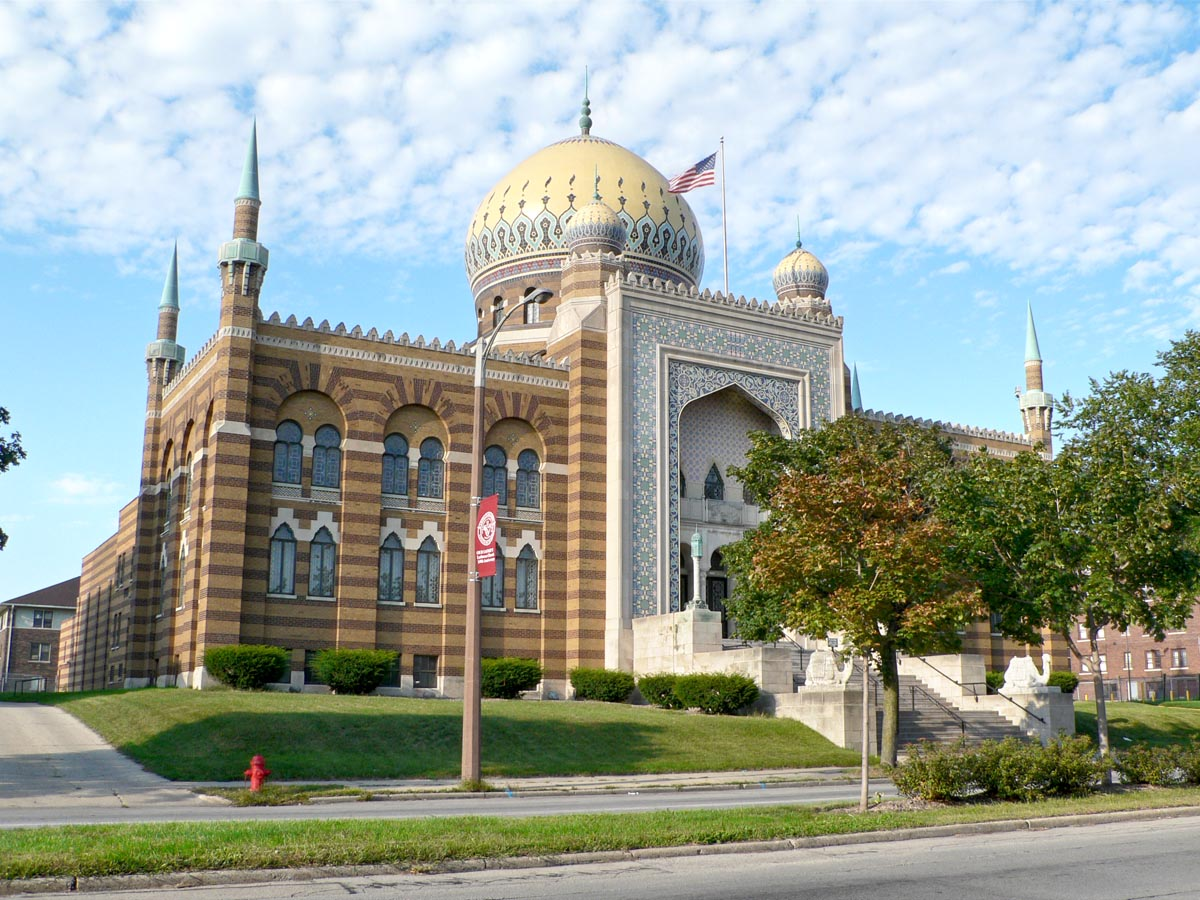
Шрайн Храм, Триполі, Мілвокі, США.
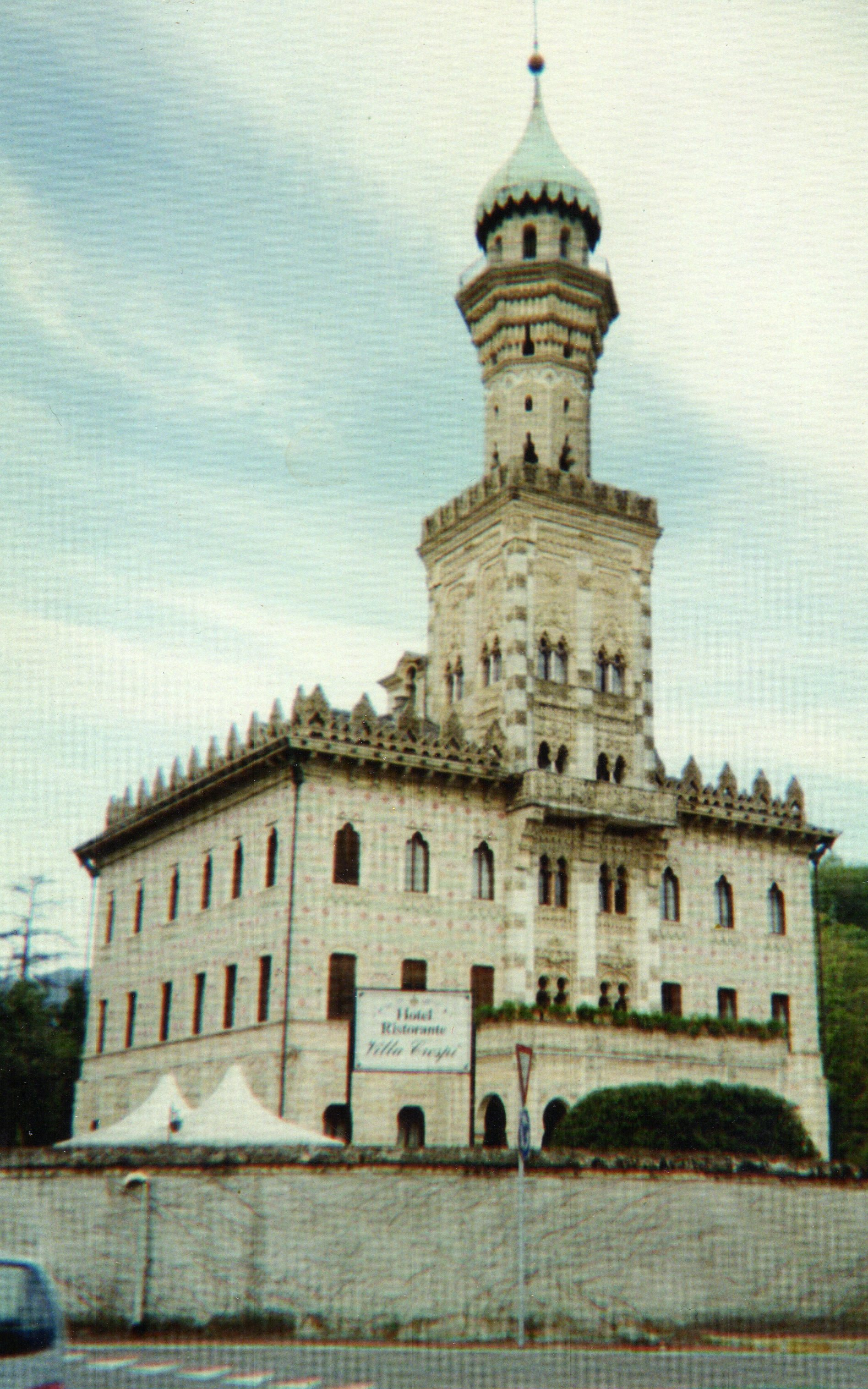
Вілла Креспі в Орта Сан Джуліо, Італія.
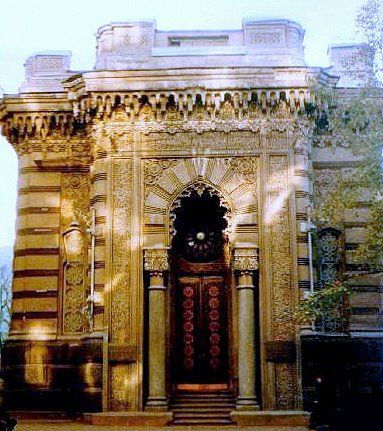
Будинок актора (Київ)

В XIX ст., на відміну від попередніх століть, не було створено власного великого стилю. Архітектори зосередили зусилля на використанні попередньо вироблених стилів або їх комбінації. До європейських стилістичних напрямків додали і так званий «мавританський стиль», зовнішньо сприйнятий декор ісламської архітектури. Еклектика неточно наслідувала будівельні технології минулого заради міці споруд, а також досить вільно використовувала й декор, хоч бароковий, хоч мавританський. Для палаців і музеїв часто використовували стилістику необароко чи неоренессансу, а для синагог принадним вважали «мавританський стиль». З часом у мавританському стилі будували фабричні димарі, водонапірні вежі, насосні станції, заміські вілли-садиби, а також кав'ярні, театри, особливо у Сполучених Штатах, теж залучених до пошуків у історичній стилістиці.
У мавританській стилістиці була збудована й низка заміських вілл-садиб в Україні — серед них палац Курисів (маєток Покровське), Одеська область, палац Дюльбер (Кореїз), Воронцовський палац (південний фасад) в Криму тощо.

## Артринок та представлення у колекціях
Давно налагоджена в Європі система аукціонів в роки дефіциту антикваріату звернулась до активного розшуку і продажу творів мистецтва країн Сходу, перш за все мусульманських. Неєвропейські естетичні уподобання арабських митців і низка заборон на зображення примусили розвивати ужиткове мистецтво, виробництво холодної зброї, ткацтво, килимарство, керамічне виробництво і виробів зі скла, найменше книжкові мініатюри. Все розмаїття виробів мусульманських ремісників стало об'єктами розшуків і перепродаж на аукціонах.
Арабські монети мали власних європейських шанувальників здавна. Значні їх колекції зосереджені в Парижі (Лувр), Лондоні (Британський музей), в столиці Німеччини (Монетний кабінет (Берлін)). Придбання нумізматичної колекції в місті Мадрид надало музейній збірці ще Імператорського Ермітажу монети зниклих арабських державних утворень південної Іспанії. Арабську (і ширше східну, азійську) нумізматичну колекцію Ермітажу збільшила монетна колекція академіка В. В. Вельямнова-Зернова, отримана 1908 року за заповітом.
Серед перших зразків ужиткового мистецтва арабомовних країн пошаною користувались килими Персії, Азербайджану, Туреччини, країн Середньої Азії.
Європейські торгові агенти робили ретельні рейди арабськими базарами, крамничками, майстернями і навіть смітниками, скуповуючи і вивозячи в Європу кераміку Альгамбри, Єгипту, Туреччини, кольорові кахлі, зразки арабської каліграфії, тканини і килими Індії, Персії, Азербайджану, Туреччини, країн Середньої Азії, арабські мініатюри і рукописи, мало або зовсім не потрібні місцевим мешканцям. Згодом до них додались археологічні знахідки домусульманських і мусульманських держав минулого Єгипту, Іраку, Індії, Персії, Афганістану тощо. В західноєвропейських культурних і освітніх центрах виникають наукові заклади з вивчення культур народів Сходу і Азії, усвідомлення їх значного культурного внеску в світову культуру. Народилось наукове сходознавство, далеке від дешевих і маловартісних зраків орієнталізму в мистецтві.
Відділи мистецтва мусульманських країн створені в більшості великих музеїв Європи. В місті Нью-Йорк навіть створений цілий музей західноєвропейського орієнталізму, музей Дагеша (Dahesh Museum of Art).

## Художники-орієнталісти Західної Європи
- Орас Верне (1789—1863)
- Ежен Делакруа (1798—1863)
- Ан-Луї Жироде де Русі-Тріозон (1767—1824)
- Ежен Фромантен (1820—1876)
- Стефано Уссі (1822—1901)
- Чезаре Бізео (1843—1909)
- Рудольф Ернст (1854—1932)
- Людвиг Дойч (1855—1935)
- Альфред Деоданк (1821—1882)

## Художники-орієнталісти США
- Фредерік Артур Бріджмен (1847 — 1928)
- Едвін Лорд Вікз (1849 — 1903)